# Abbazia Florense
L'Abbazia Florense è un'abbazia situata a San Giovanni in Fiore, in provincia di Cosenza. È uno dei più grandi edifici religiosi della Calabria e, grazie all'imponenza dell'intero complesso badiale è considerato, insieme al santuario di San Francesco di Paola, il più importante edificio religioso della provincia di Cosenza. Fa parte dell'arcidiocesi di Cosenza-Bisignano. Fu il primo edificio di San Giovanni in Fiore, decretando così la nascita del borgo.

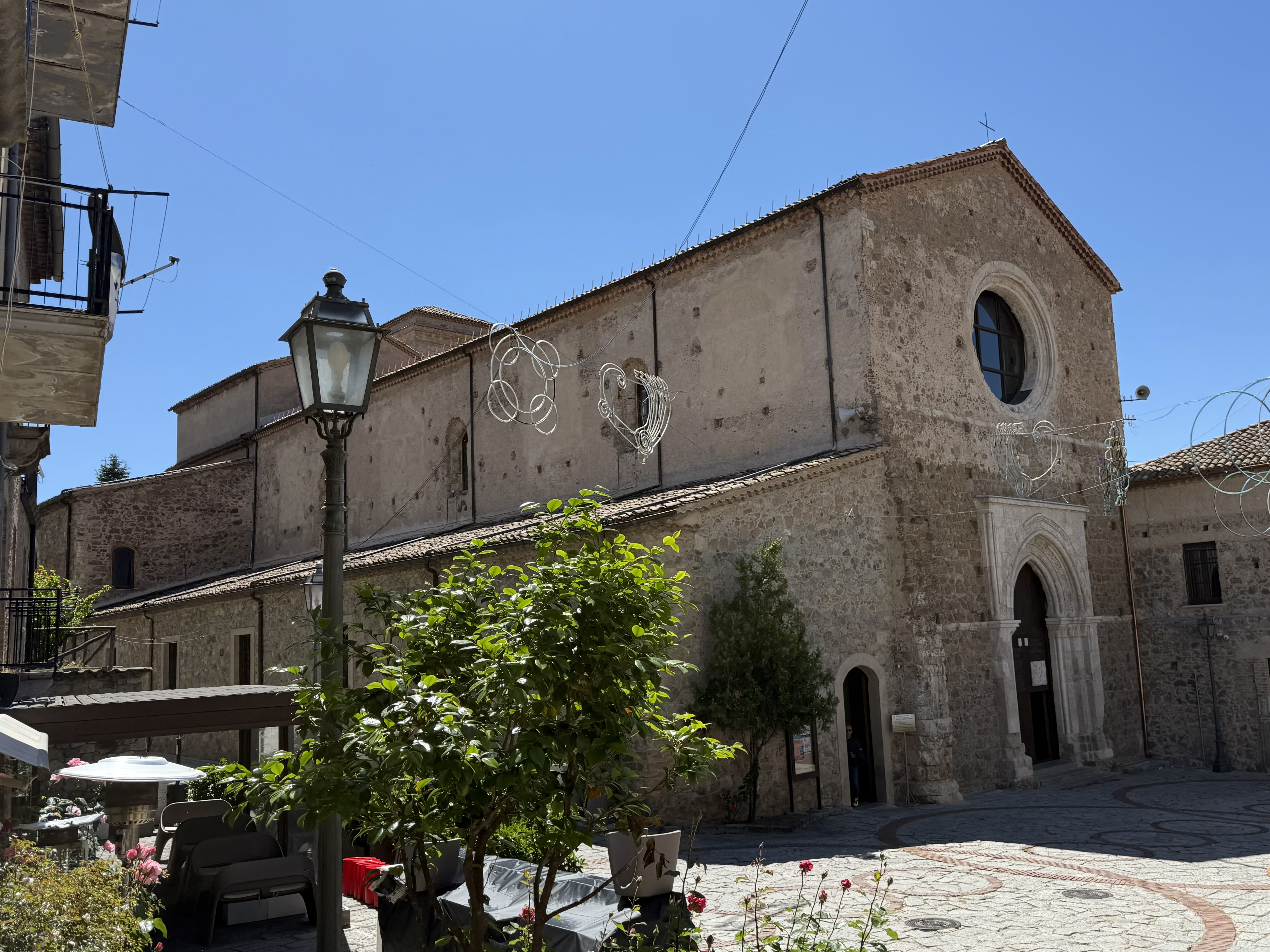
Facciata

## Storia

### Le origini dell'Ordine Florense
Le origini dell'Abbazia Florense racchiudono una storia ricca di avvenimenti e coincidenze, che hanno portato con un lungo cammino alla realizzazione del complesso monastico. La principale delle cause, è sicuramente la ricerca di una nuova ”fonte di spiritualità” da parte del fondatore del monastero, Gioacchino da Fiore. Il futuro abate viaggiò da giovane, per alcune abbazie, venendo a contatto con vari ordini monastici, tra cui quello cistercense. Da giovane, infatti, fu prima accolto presso l'Abbazia di Santa Maria della Sambucina nei pressi di Celico; in seguito soggiornò nel monastero di Corazzo, divenendone priore e poi abate. Recatosi nel 1183 presso l'abbazia di Casamari, nel Lazio, con l'intento di far accorpare il cenobio di Corazzo all'Ordine Cistercense, Gioacchino affinò la propria spiritualità, scorgendo un bisogno di meditazione fino ad allora mai capitatogli. Fu così che insieme a un compagno decise, fra la Pasqua del 1186 e il febbraio del 1188 di salire sulla Sila alla ricerca di un luogo per abitare. Si fermarono dapprima presso la località di Pietra Lata, ma il luogo non piacque all'abate, che decise di proseguire il cammino e risalire ancora i monti della Sila. Superato il fiume Lese, i due giunsero presso una radura sul versante orientale della Sila, presso una vasta foresta di boschi, nella valle del fiume Arvo. La località sembrò perfetta a Gioacchino, che decise di stabilirvisi e di edificarvi il monastero, dedicandolo a San Giovanni Evangelista.

### Il protocenobio diJure Vetere

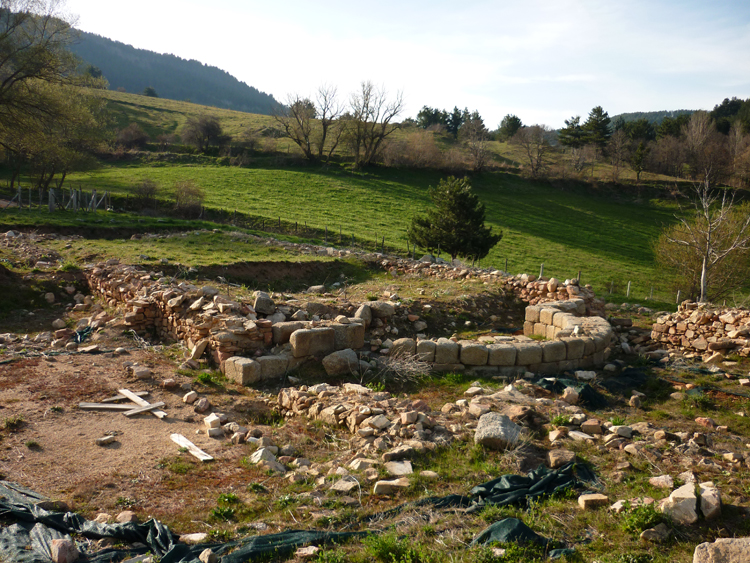
Gli scavi archeologici di Iure vetere che hanno riportato alla luce il vecchio protocenobio

Nella località di “Iure Vetere” Gioacchino, fondò quella che sarà la sua prima abbazia. Cominciata nel 1189 e terminata nel 1198, l'abbazia di “Iure Vetere” era ubicata in un luogo perfetto secondo Gioacchino, ove regnasse la pace e la tranquillità, e dove si potesse rigenerare la spiritualità perduta. Assieme al monastero vennero realizzate anche alcune dipendenze a utilizzo dei monaci, a cui vennero affidate terre per la coltivazione e il pascolo. La realizzazione del nuovo monastero non fu semplice, soprattutto “perché si dovettero combattere le controversie con i monaci Basiliani del vicino Monastero dei Tre Fanciulli, in quanto questi ultimi si servivano delle terre donate all'abate, per farvi pascolare i loro greggi”.
Nel 1214 un vasto incendio devastò il protocenobio di Iure Vetere e tutti i suoi edifici contigui. Le condizioni climatiche del luogo incisero molto sulla scelta dei monaci florensi, che decisero di abbandonare per sempre il vecchio protocenobio.
Il sito della prima fondazione florense venne ritrovato nel 2001, attraverso una campagna archeologica diretta dalla Soprintendenza per i Beni Archeologici della Calabria e condotta dal gruppo di ricerche dell'IBAM di Potenza,

### Il nuovo archicenobio

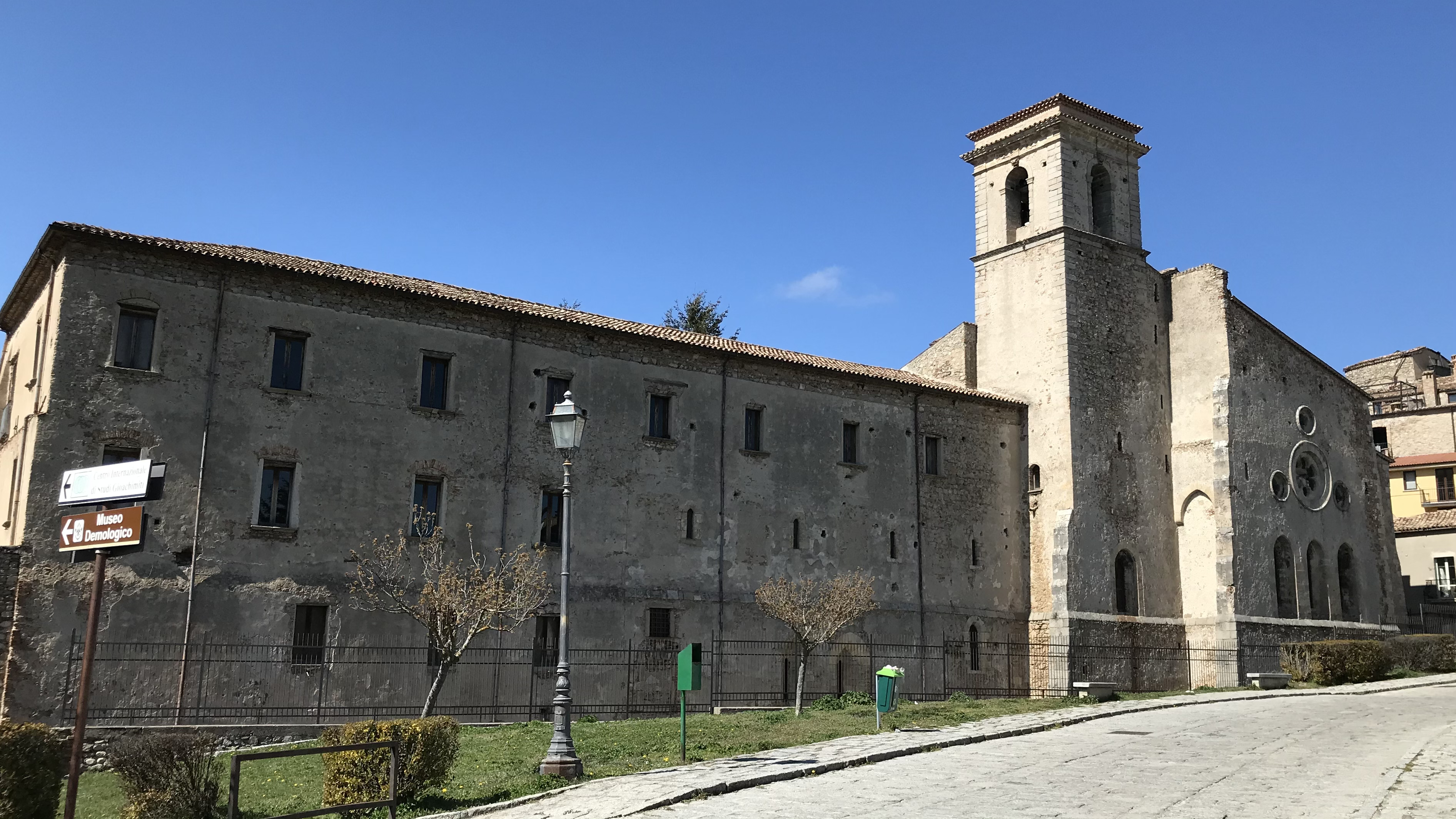
Abbazia Florense - Centro studi Gioachimiti e museo demologico

Dopo l'incendio di “Iure Vetere”, i monaci florensi vennero aiutati da alcuni loro benefattori, tra i quali il conte Stefano di Crotone, che trovò loro una prima sistemazione nelle sue proprietà presso Cerenzia. I monaci cominciarono subito a porsi il problema se restaurare il vecchio monastero e restare sul luogo scelto da Gioacchino o fondarne uno nuovo. La seconda opzione era quella più gradita ai monaci e dall'abate Matteo, anche perché Iure Vetere era una zona ove vivere era difficile, sferzata quasi tutto l'anno da un vento gelido e da un clima rigido, e dove in inverno la temperatura scende costantemente sotto lo zero. Si decise quindi trasferire la nuova abbazia in un nuovo sito. Al nuovo progetto venne incontro l'imperatrice Costanza d'Aragona, che donò all'ordine gioachimita altri beni demaniali, per ripagare i monaci dei danni subiti con l'incendio, e invocò l'aiuto di feudatari ed ecclesiastici, affinché si potesse sopperire ai bisogni degli stessi monaci.
Le donazioni arrivarono da più parti e i monaci poterono finalmente dedicarsi all'impiego per la costruzione della nuova chiesa. La prima scelta riguardava il sito del nuovo monastero. papa Innocenzo III, conscio del clima della Sila e delle difficoltà di viverci, consigliò ai monaci di discendere l'altipiano alla ricerca di aree più miti. I monaci comunque non vollero abbandonare le foreste silane, decidendo di scendere solo di qualche centinaio di metri dal luogo di Iure Vetere. Nel 1215 venne scelto un costone roccioso nella valle del fiume Neto, vicino alla confluenza con il fiume Arvo. Il luogo apparve subito più ameno del precedente, con maggiori possibilità di costruire il monastero e vivervi serenamente. Il clima era di fatto più mite, e a valle del costone fino al fiume vi erano terreni adatti sia al pascolo sia alla coltivazione. Per dare continuità al primo messaggio gioachimita, l'abate Matteo e i monaci florensi decisero di nominare la località scelta Fiore o “Fiore Nuovo”.
(R. Napoletano, San Giovanni monastica e civica. Storia documentata del capoluogo silano, vol. 1 (Dalle origini al 1215), parte I, L'abate Gioacchino: le fonti, Laurenziana, Napoli, 1978)
Negli anni 2007-2008 l'ala est e il chiostro sono stati oggetto di ricerche e scavi archeologici diretti della Soprintendenza per i Beni Archeologici della Calabria. Nel corso di tali ricerche è stata individuata l'officina vetraria dell'abbazia, operante sul finire del XII secolo, dove sono state prodotte le vetrate policrome ritrovate in tracce nel corso degli scavi. Altra scoperta è la messa in luce dei piedritti di un portale monumentale, con fosso-trabocchetto interno, che consentiva l'accesso all'ala est per chi proveniva dalla valle sottostante.
In occasione del Giubileo straordinario della misericordia del 2015, indetto da papa Francesco, l'abbazia Florense è stata sede di una porta santa. Ciò è anche testimoniato dalle iscrizioni presenti su due lastre bronzee applicate sul portale dell'abbazia, apposte in tale occasione.

## L'abbazia dalle origini ai giorni nostri

### I primi secoli
Intorno al 1230 l'Abbazia Florense venne terminata. L'opera apparve subito imponente, in un luogo quasi sperduto e difficile come quello silano. Costituiva un caso unico per ciò che riguarda l'architettura religiosa di quel periodo. Nel corso del tempo infatti, ha subito numerosi rimaneggiamenti e modifiche, spesso seguendo le tendenze architettoniche dei vari periodi, ma perdendo in questo modo l'originaria struttura architettonica.
La prima impronta architettonica che si nota dell'Abbazia Florense, è certamente di marca romanica. L'impianto del complesso badiale, è di forma quadrata e vede al centro un grande chiostro ad archi ogivali. La pianta dell'edificio ecclesiastico è invece a croce latina, con l'abside di forma rettangolare orientata verso oriente.

### Dallo stile romanico a quello barocco
Fra gli ultimi stili architettonici del quale si ha testimonianza, prima dell'ultimo restauro del 1989, vi è lo stile barocco. Questo importante e poderoso cambiamento all'interno dell'abbazia coinvolse l'intero patrimonio religioso di San Giovanni in Fiore. Dal 1600 in poi, praticamente tutti gli edifici di culto posti nell'abitato cittadino hanno subito interventi che ne hanno cambiato gli interni, adattandoli allo stile barocco: in quel periodo l'intera collettività silana viveva un momento di profuso sviluppo economico. Lo stile barocco è poi passato indenne negli ultimi secoli, giungendo a noi così come praticamente si presentava più di quattro secoli fa.

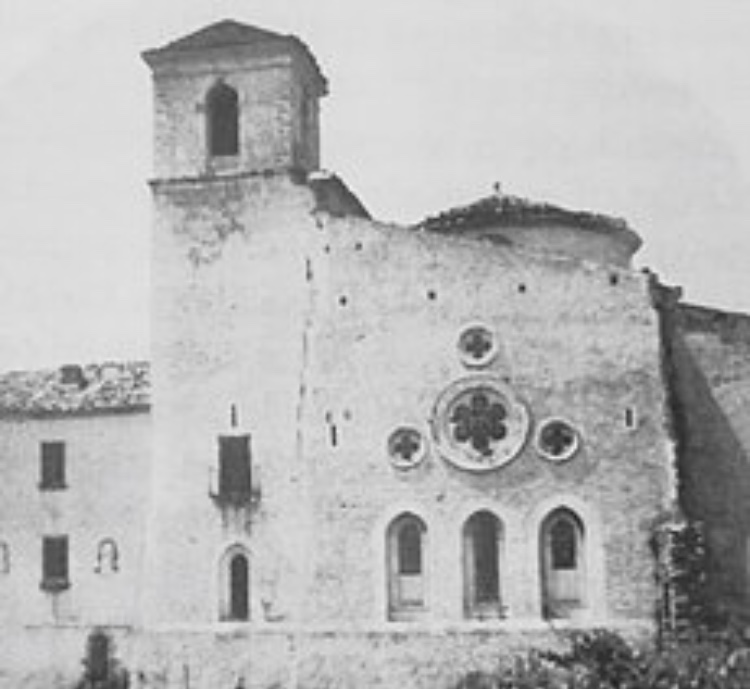
Il lato orientale dell'Abbazia gotica (anni trenta). Da notare la cupola, demolita negli anni cinquanta
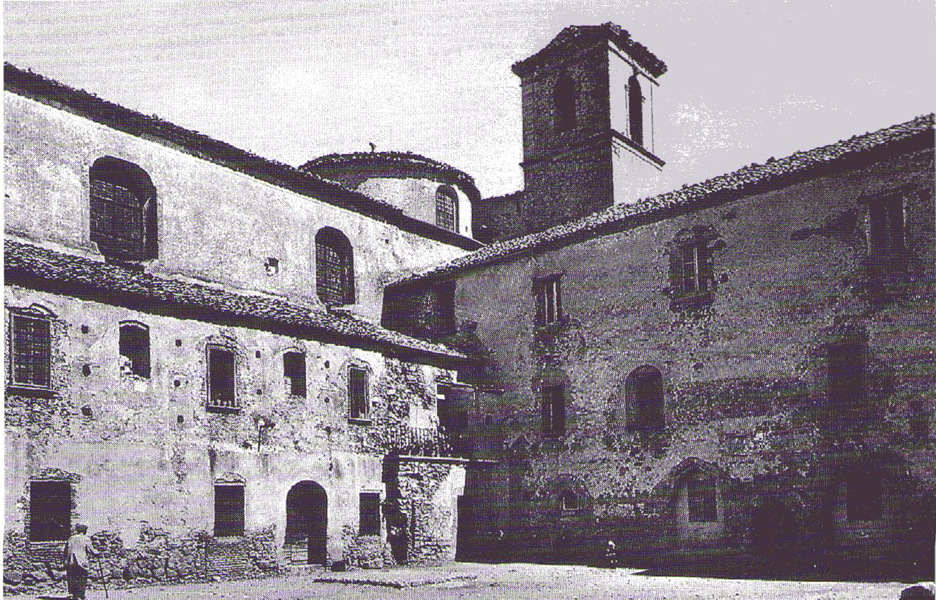
Il chiostro dell'abbazia. In alto si può notare la cupola settecentesca demolita negli anni cinquanta.
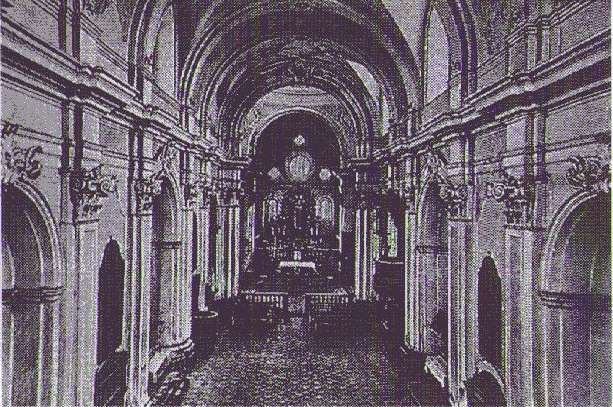
Abbazia in stile barocco in una foto degli anni trenta - Si possono notare gli stucchi barocchi, sul fondo i quattro rosoni.
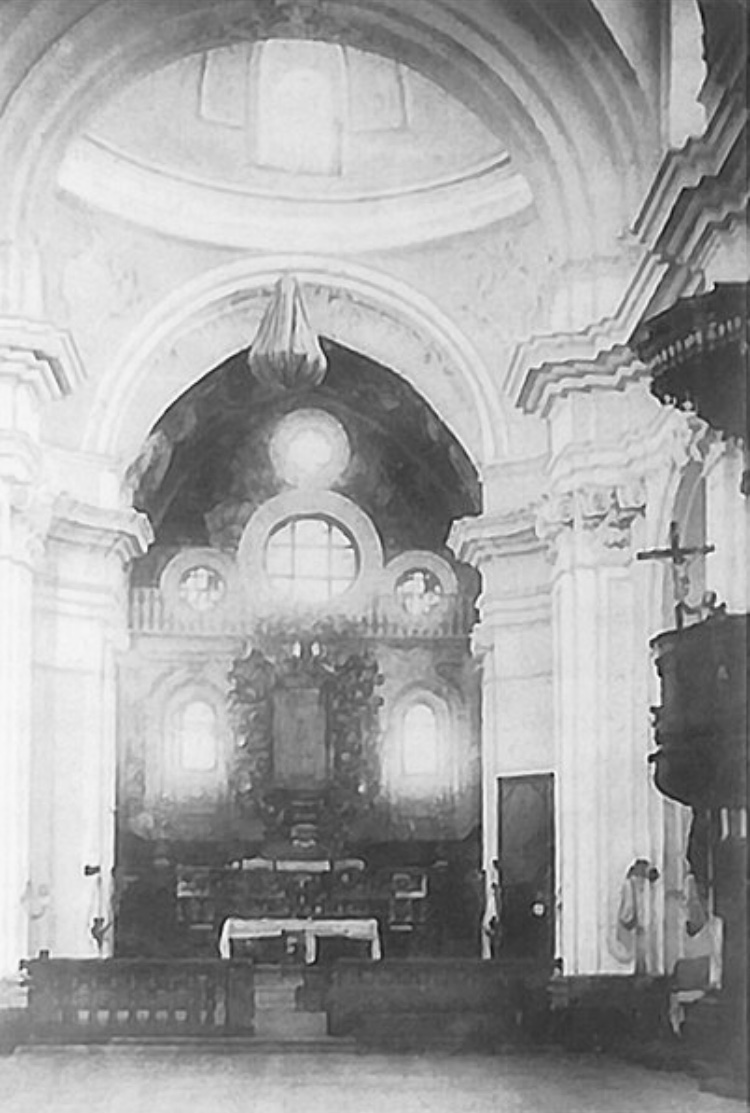
Il presbiterio dell'Abbazia barocca. Da notare gli affreschi sulla volta vicino ai rosoni (anni trenta)
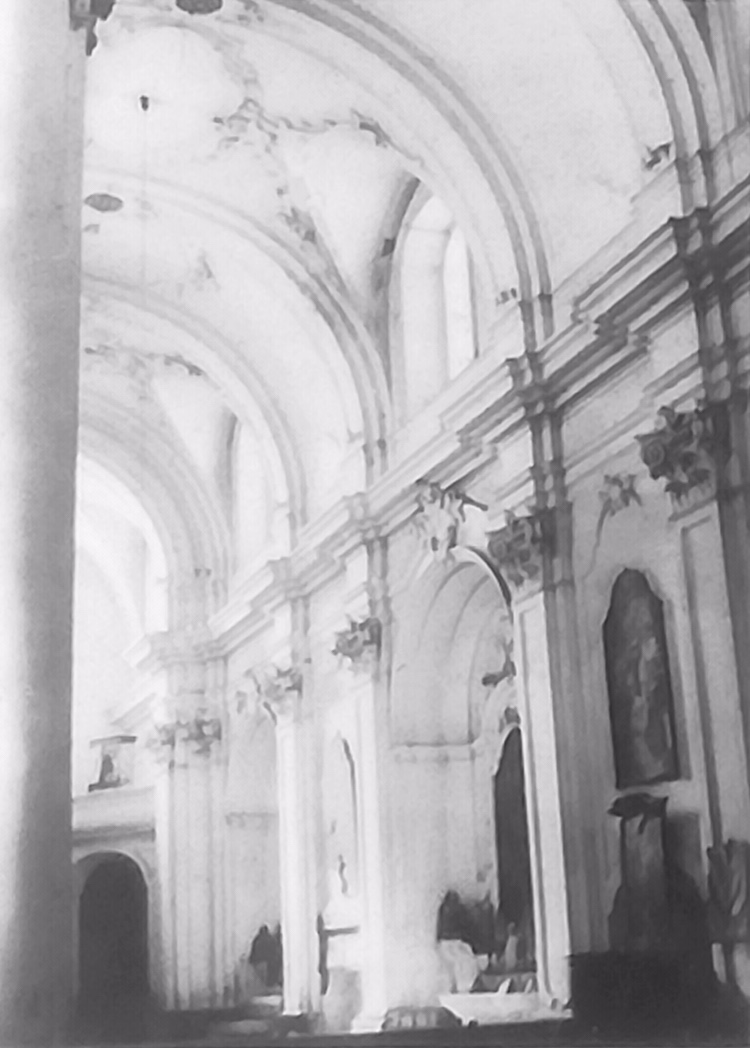
a navata dell'Abbazia barocca (anni trenta)

### Dal 1990 ai giorni nostri
Dopo il restauro del 1989, l'interno dell'Abbazia era irriconoscibile: tutti gli altari e gli stucchi barocchi erano stati rimossi; al loro posto si vedeva un muro di colore giallo. Successivamente, negli interni fu rimossa la tinta gialla e fu così lasciato il muro a vista. 
Tra il 2023 e il 2025 l'Abbazia Florense è stata oggetto di restauri concernenti la facciata, l'abside, il campanile e i restanti muri perimetrali.
L'edificio è segnalato nei "Monumenti Vivi - Siti importanti per la Fauna", il primo in Calabria,  in quanto ospita da tempo diversi uccelli selvatici nidificanti e per questo luogo importante per la biodiversità da tutelare.

## Architettura

### L'ingresso

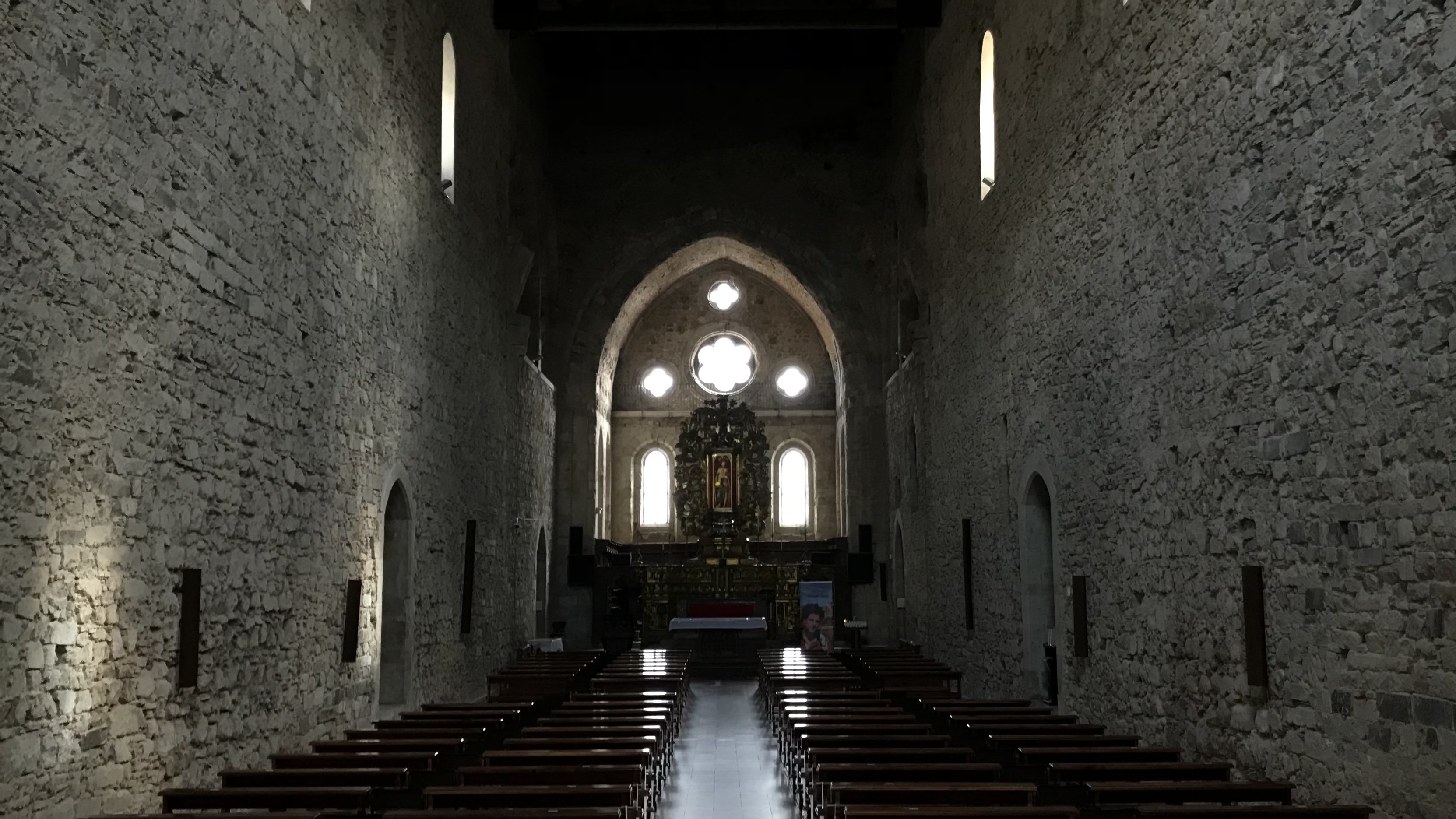
L'ingresso dell'abbazia con sullo sfondo l'altare

L'ingresso dell'Abbazia è mutato nella sua quasi millenaria vita. Dell'ingresso originale rimane solo il portone mentre è andato perduto il nartece e la facciata ha più volte mutato d'aspetto.

### La facciata

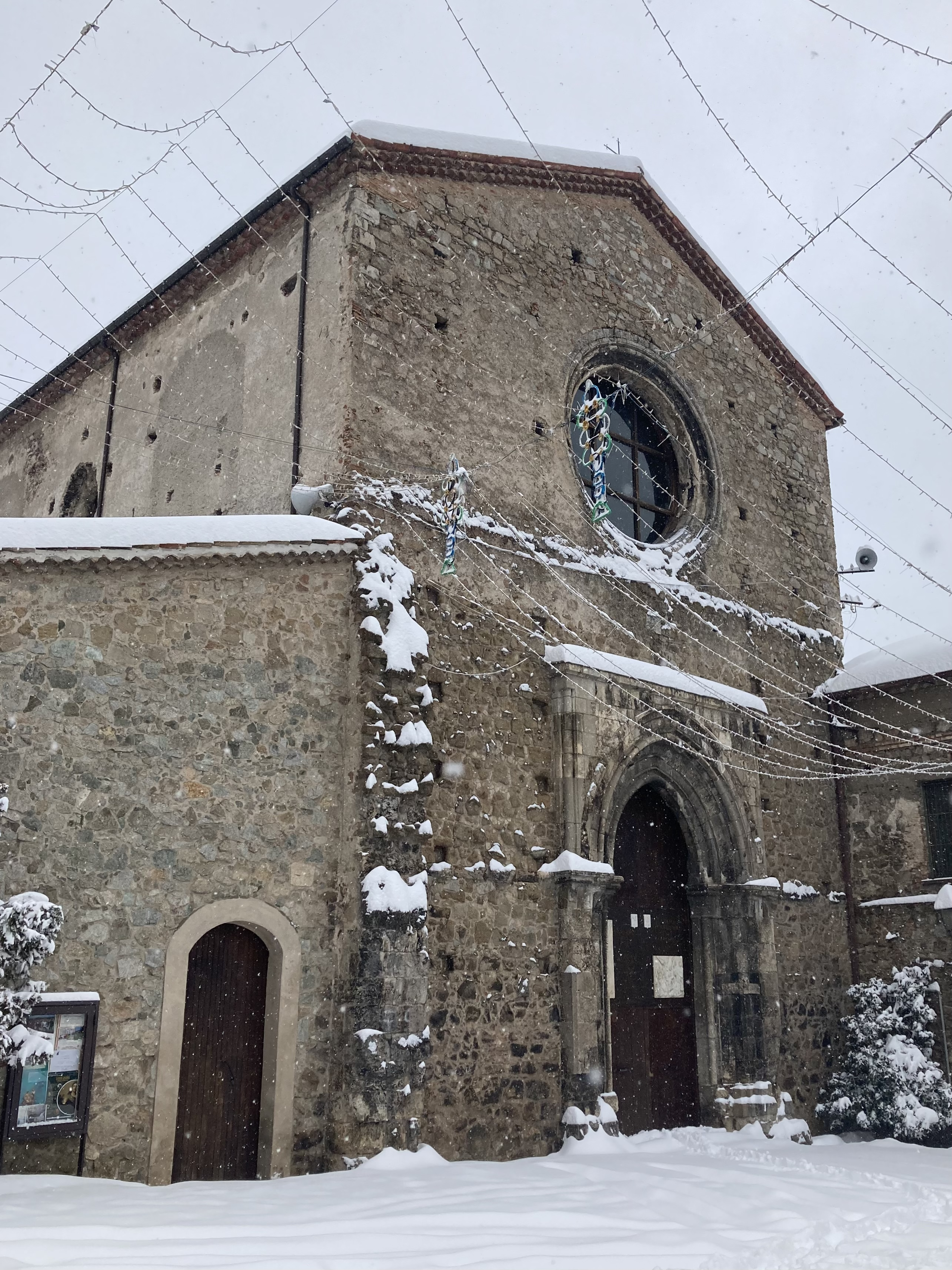
L'abbazia innevata

La facciata dell'abbazia si presenta oggi molto semplice e snella, con la cuspide che forma una capanna. Non ci sono decorazioni imponenti, tranne il portone. Lavorato è, invece, il foro sopra il portone che presenta un anello interno e uno esterno più sporgente in pietra lavorata.

### Il portale

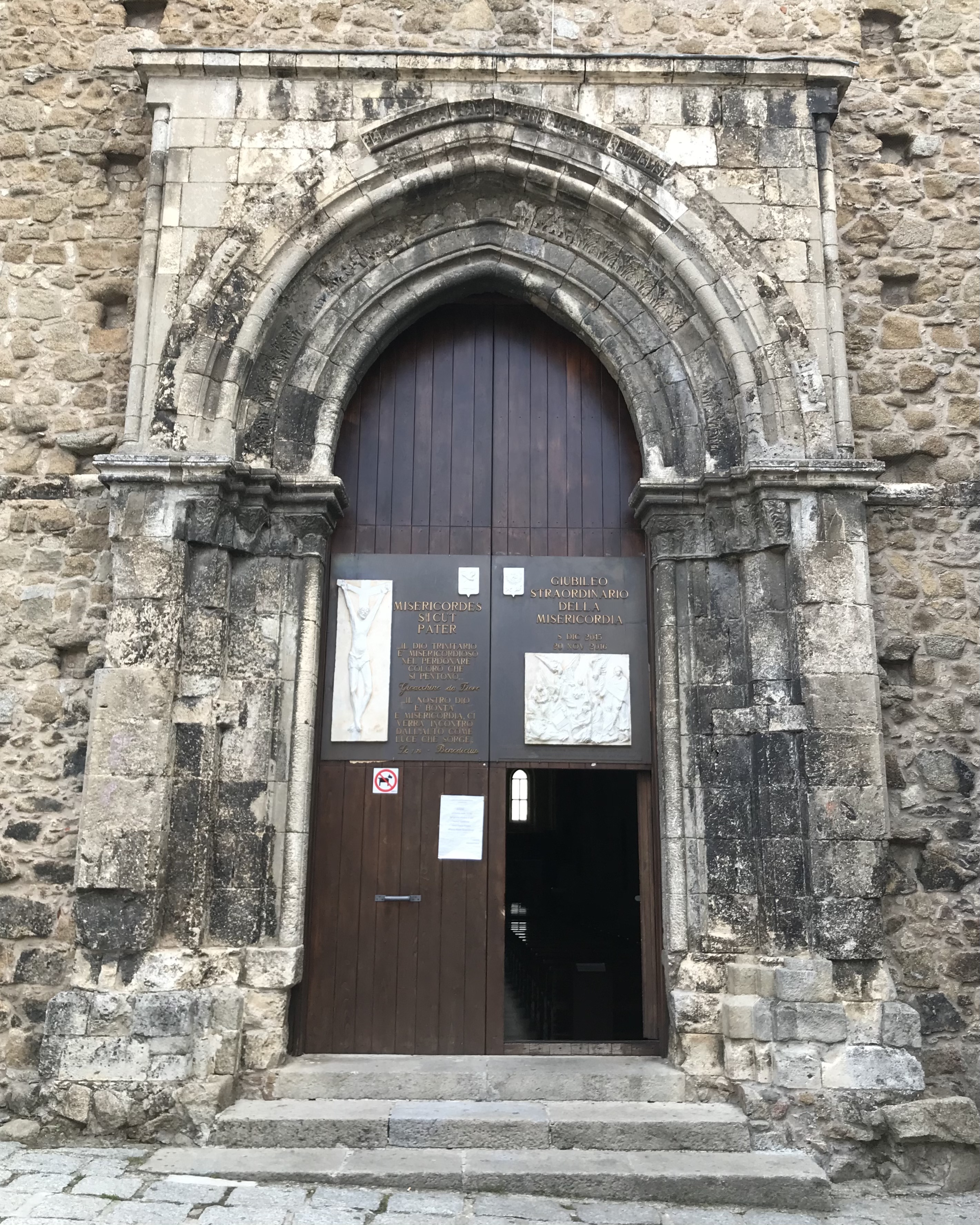
Il portale

Il portale è stato realizzato in pietra calcarea finemente lavorata e costituisce l'unico tratto distintivo di tutta la facciata. Il portone florense 
(Pasquale Lopetrone, La chiesa abbaziale florense di San Giovanni in Fiore, 2002)
L'ingresso è più elevato del piano della navata, infatti bisogna scendere alcuni gradini per accedervi. Le decorazioni poste sul portale presentano dei fregi di foglie dentellate sormontati da una fascia classica, che separa il portone dalla parte più alta. La parte superiore è composta da una serie di archi ogivali che formano quattro cornici. Lavorati sono anche i capitelli e le colonne ai lati dell'ingresso. Il portone dell'ingresso è di legno ed è recente, sostituito nel restauro del 1989. Termina in alto con l'intersezione degli archi e cerca di riprendere la semplicità del portone precedente al restauro.

#### Il nartece
L'ingresso principale del monastero ha ospitato in passato anche il nartece. Oggi gli unici segni rimasti del porticato coperto sono appena visibili, e tali segni si possono notare solo attraverso delle sporgenze dalla muratura sul lato destro del portone e da una fila ben delineata al di sopra dello stesso portone, dalla quale partiva la copertura. Il nartece abbaziale era probabilmente formato da un porticato costituito da tre arcate per lato. Con molta probabilità, anche il nartece fu andato distrutto da un incendio, come si vede ancora oggi dall'annerimento della facciata dell'abbazia, che ne distrusse completamente la copertura, mentre le mura restanti furono successivamente smontate e recuperate per essere riutilizzate nella costruzione delle imponenti sovrastrutture barocche del XVIII secolo.

### L'abside
L'abside è forse l'elemento di maggiore pregio di tutta l'abbazia. Si rifà all'architettura tardo romanica del periodo e presenta una finestra circolare esalobata, al centro di un triangolo ai cui vertici vi sono tre piccole finestre circolari quadrilobate. Sotto questi quattro elementi circolari si trovano tre ampie monofore, che nella dimensione del complesso disegno, non superano i lati delle piccole finestre circolari. Secondo alcuni studiosi, il disegno dell'abside si rifà ad alcune chiese francesi di stile romanico. Gli elementi utilizzati appartengono chiaramente al periodo romanico: infatti quest'abside è molto simile alla famosa Abbazia di Casamari, nel Lazio, costruita nello stesso periodo dell'Abbazia Florense. Altri studiosi sostengono che la disposizione delle finestre circolari seguirebbero l'espressione e il pensiero gioachimita della Santissima Trinità, ma tale accostamento è privo di elementi significativi, e pertanto non viene né citato né rappresentato nelle tavole del Liber Figurarum.

### Il campanile

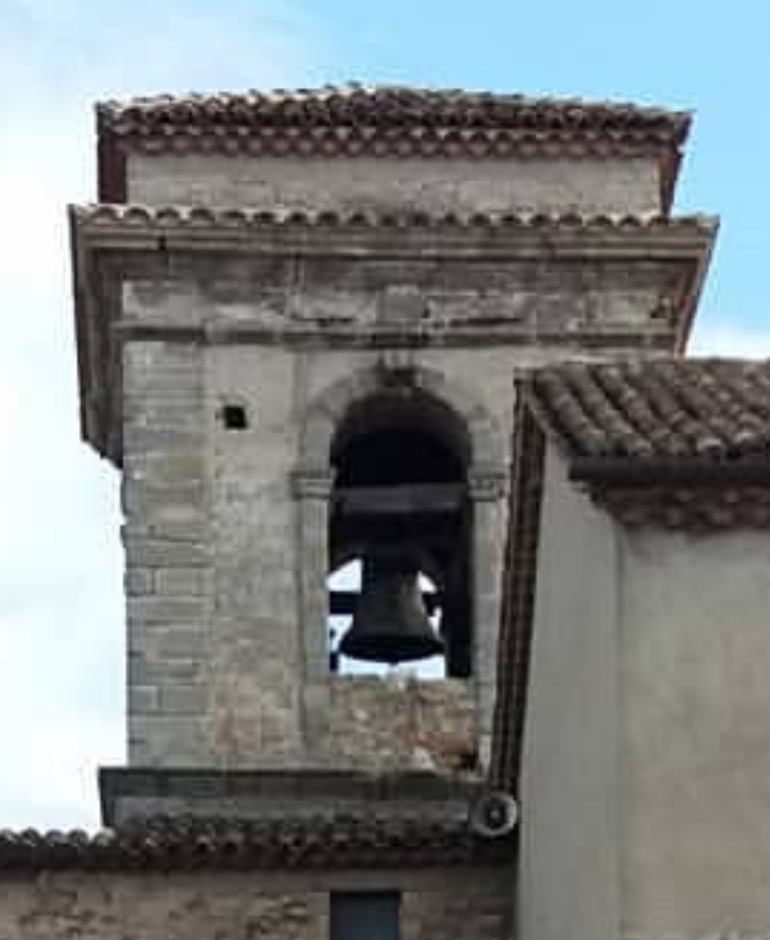
Il campanile con la campana dell'abate Gioacchino Tambati

Il campanile, posto a lato dell'abside nella parte più elevata del tetto della stessa, ha forma di parallelepipedo regolare. Presenta una sommità più lavorata, con quattro archi a tutto sesto realizzati lungo i lati della parte più elevata del campanile, mentre il tetto, regolare, funge da grande capitello. Nel campanile sono presenti due campane:
La I, chiamata "Campana Tambati" in onore di un abate, è stata fusa in una data imprecisata e rifusa in seguito a un danno per caduta, come scritto sulla campana, nel 1774;
La II, chiamata "Campana dell'abate Nicola", è stata fusa tra il 1200 e il 1400.

### Interno

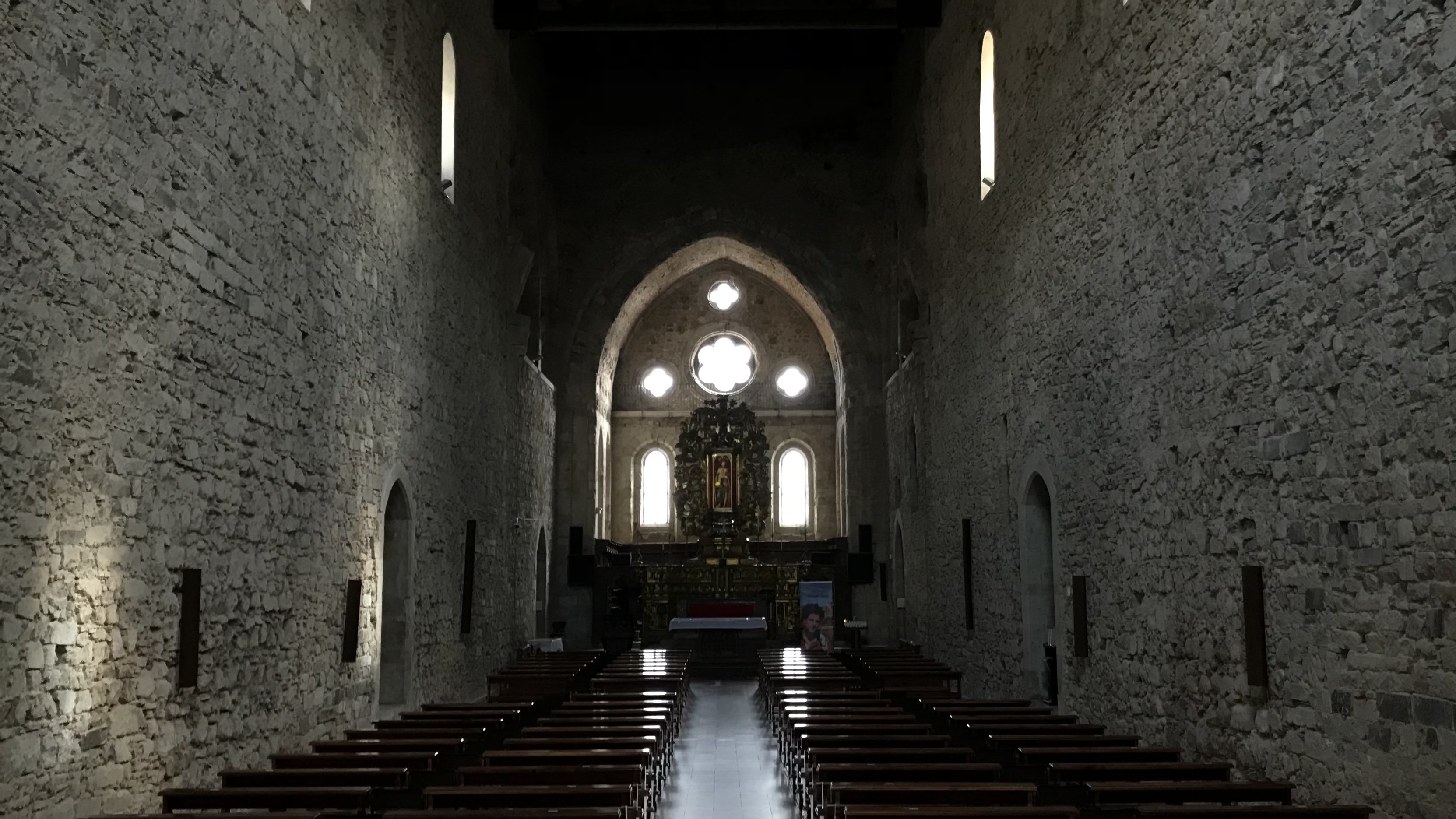
Navata centrale

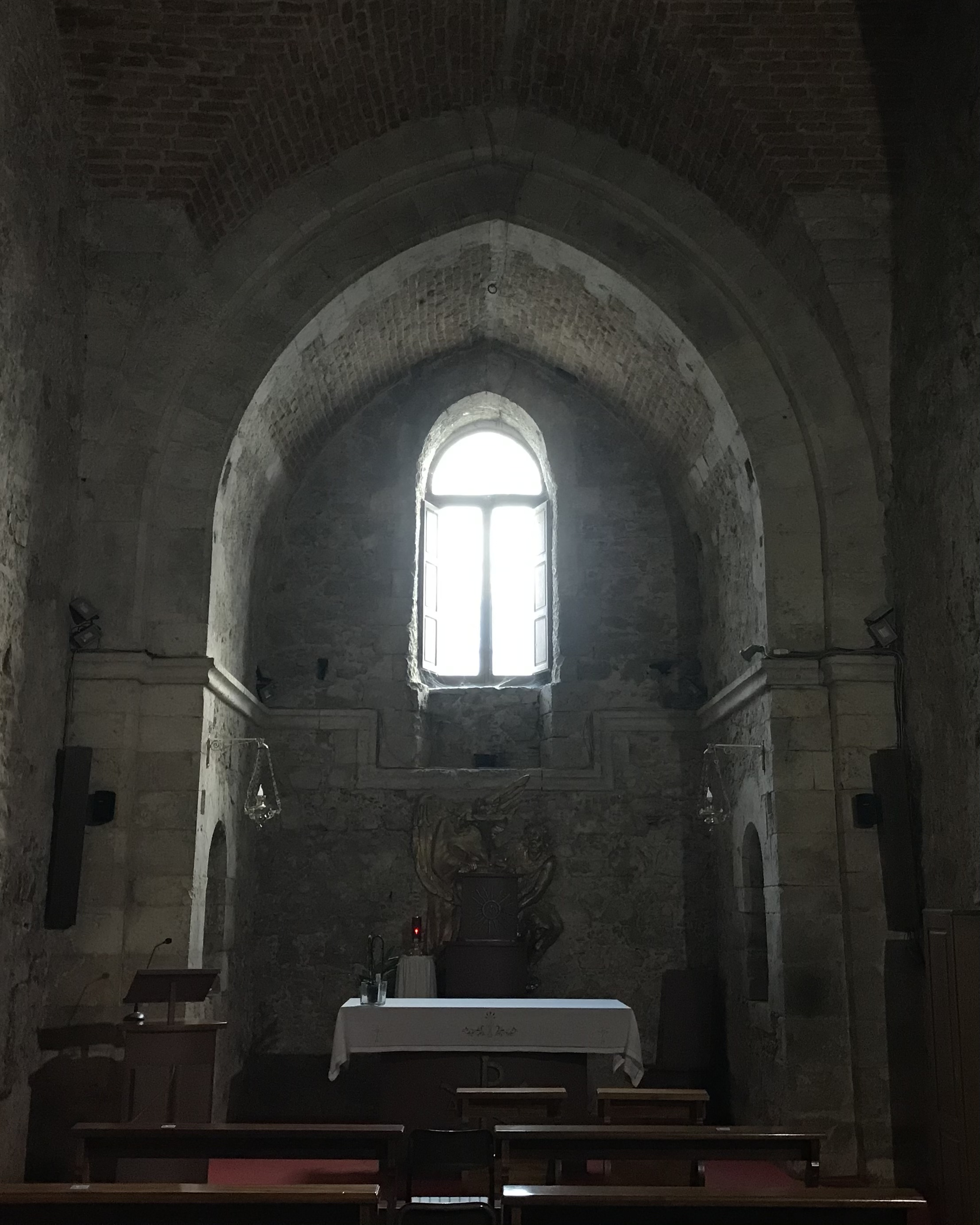
Cappella di sinistra

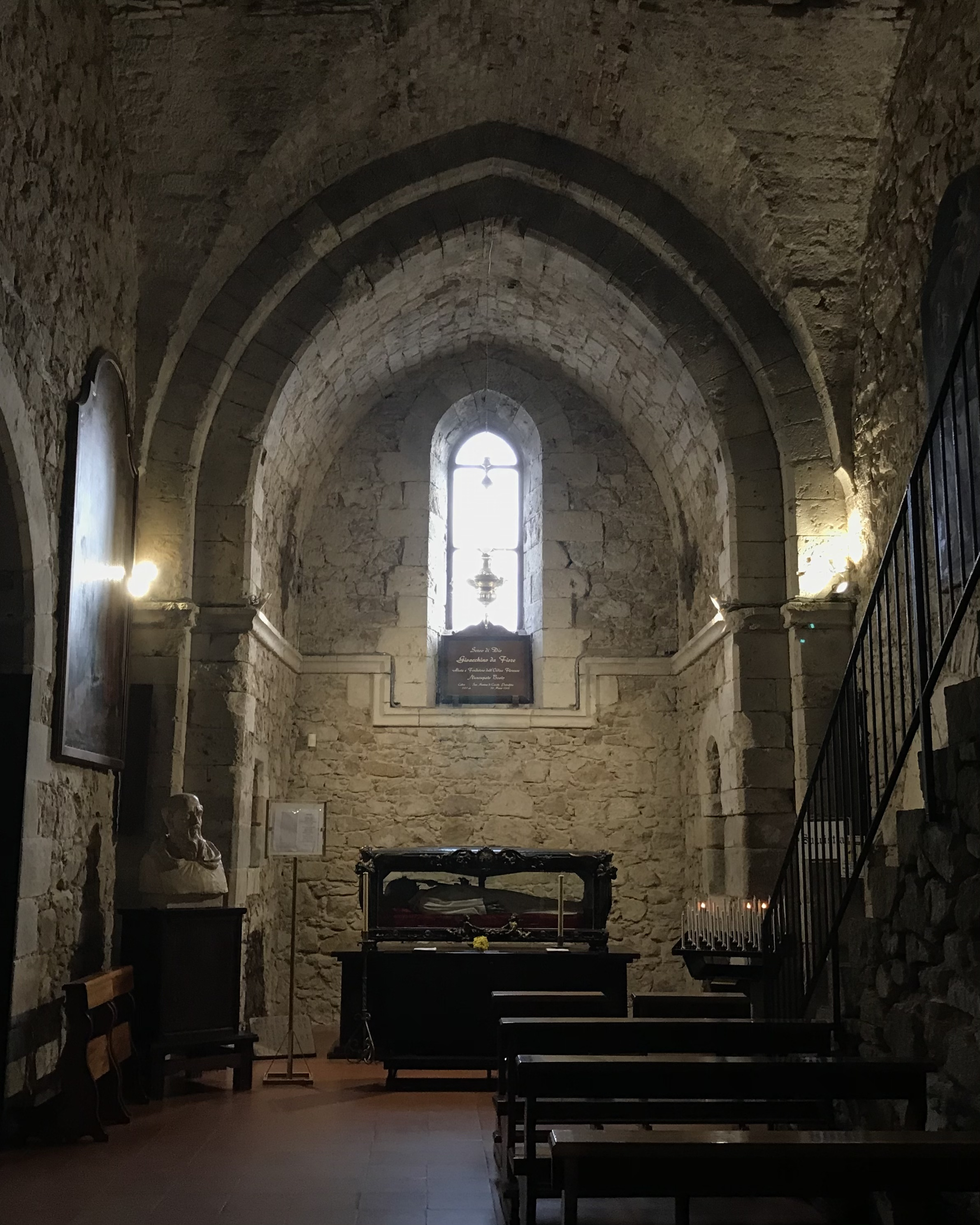
Cappella di destra

L'interno modificato con l'ultimo restauro del 1989 si presenta oggi in stile romanico a pietra nuda, come lo era originariamente. Sulle pareti dell'interno non sono presenti sculture, fregi, decorazioni, dipinti, statue, guglie, e qualsiasi altra forma decorativa, affinché 
("Regola Florense")

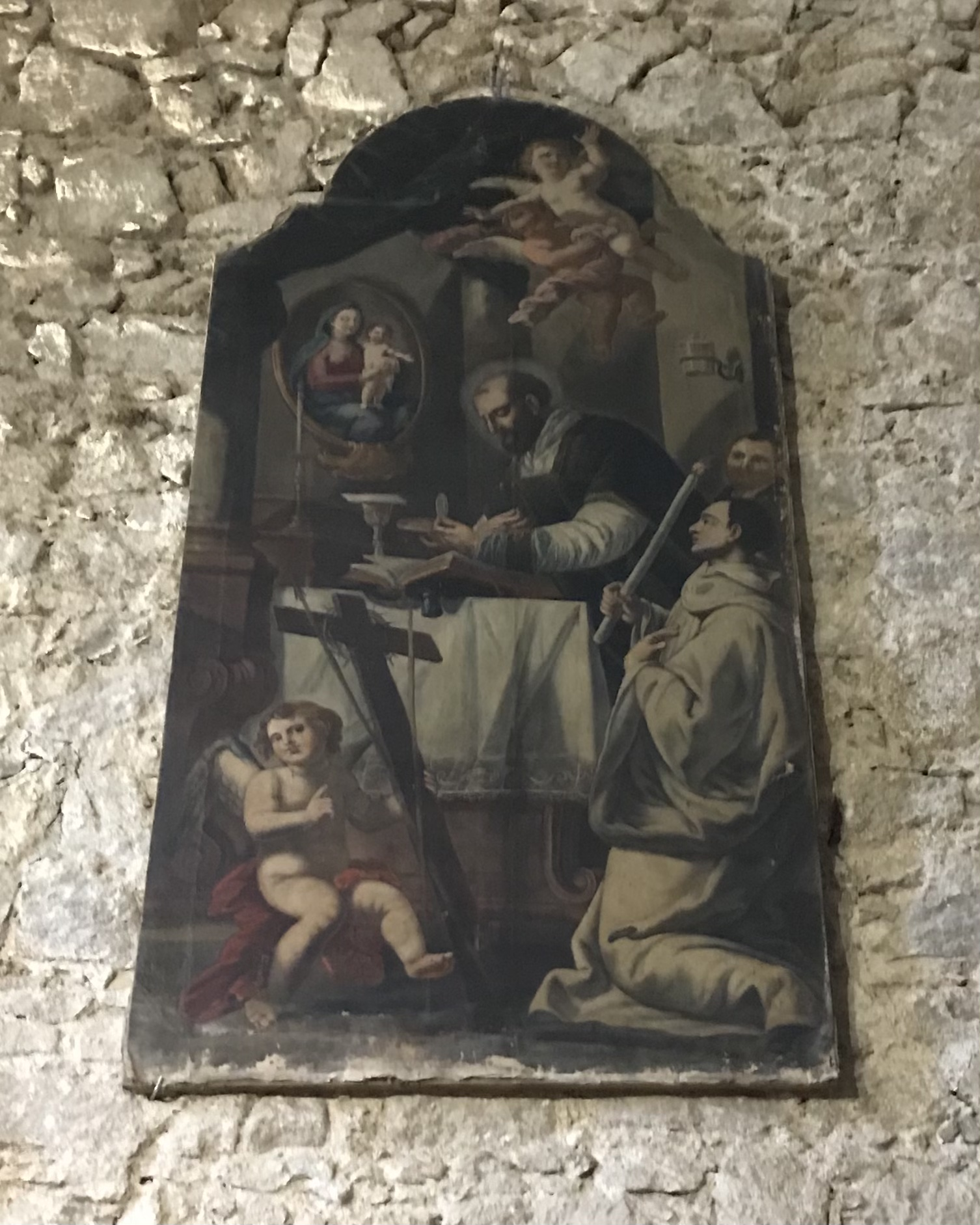
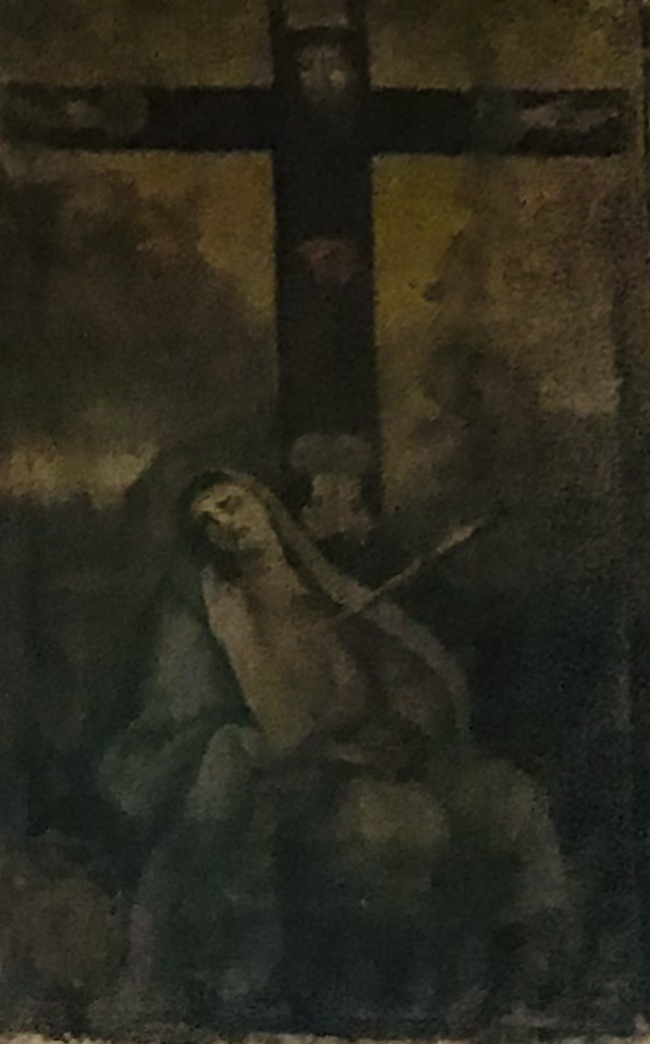
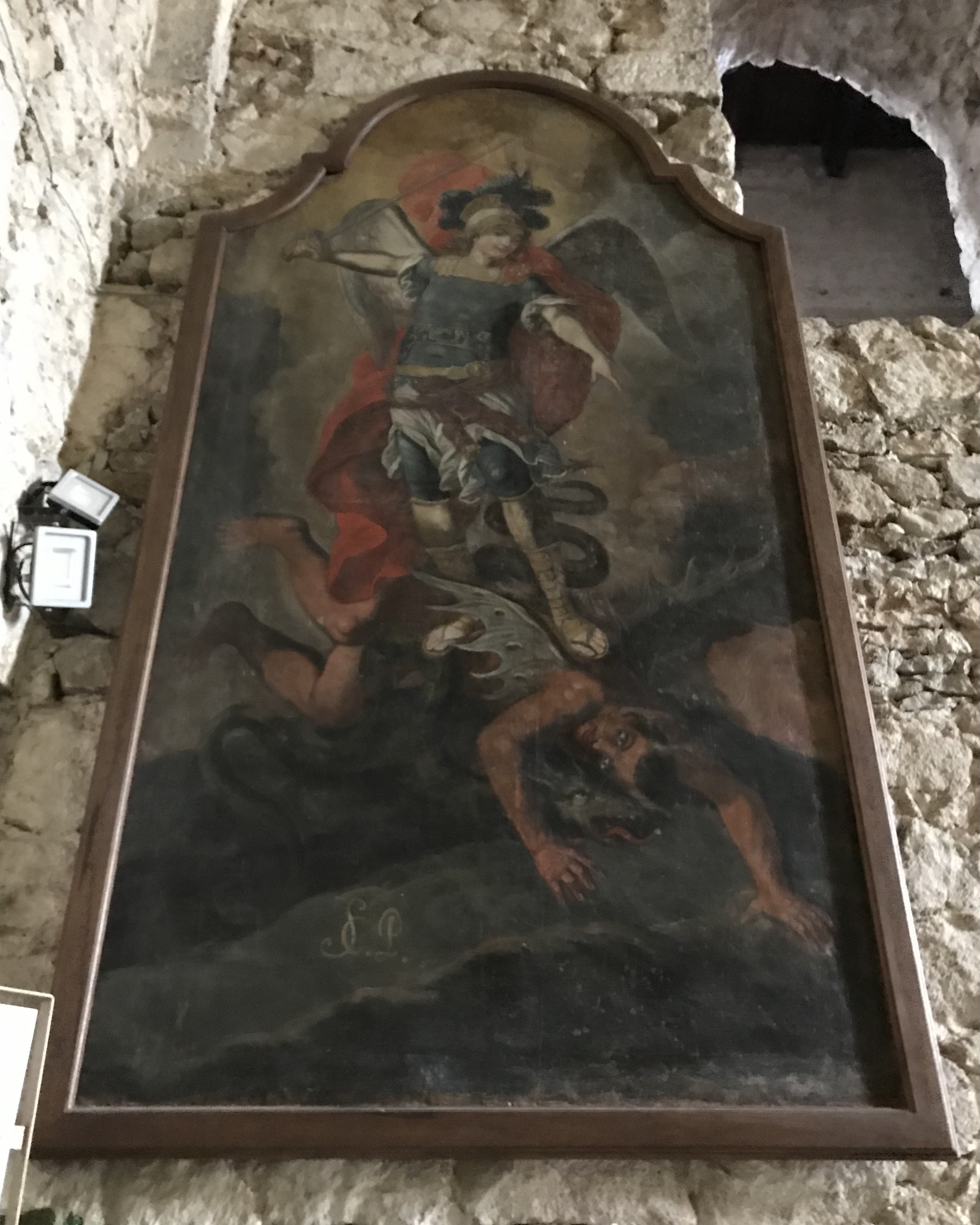
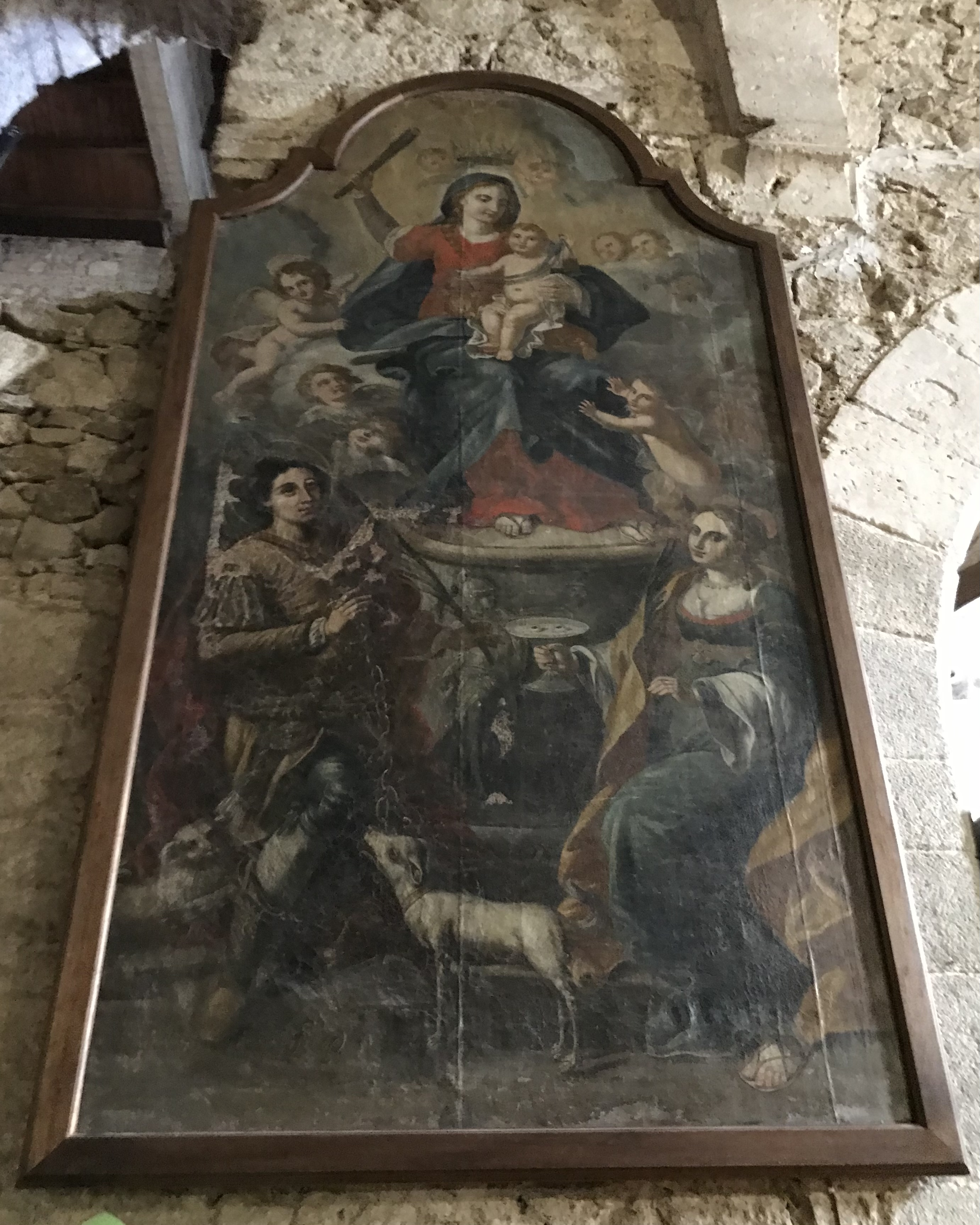
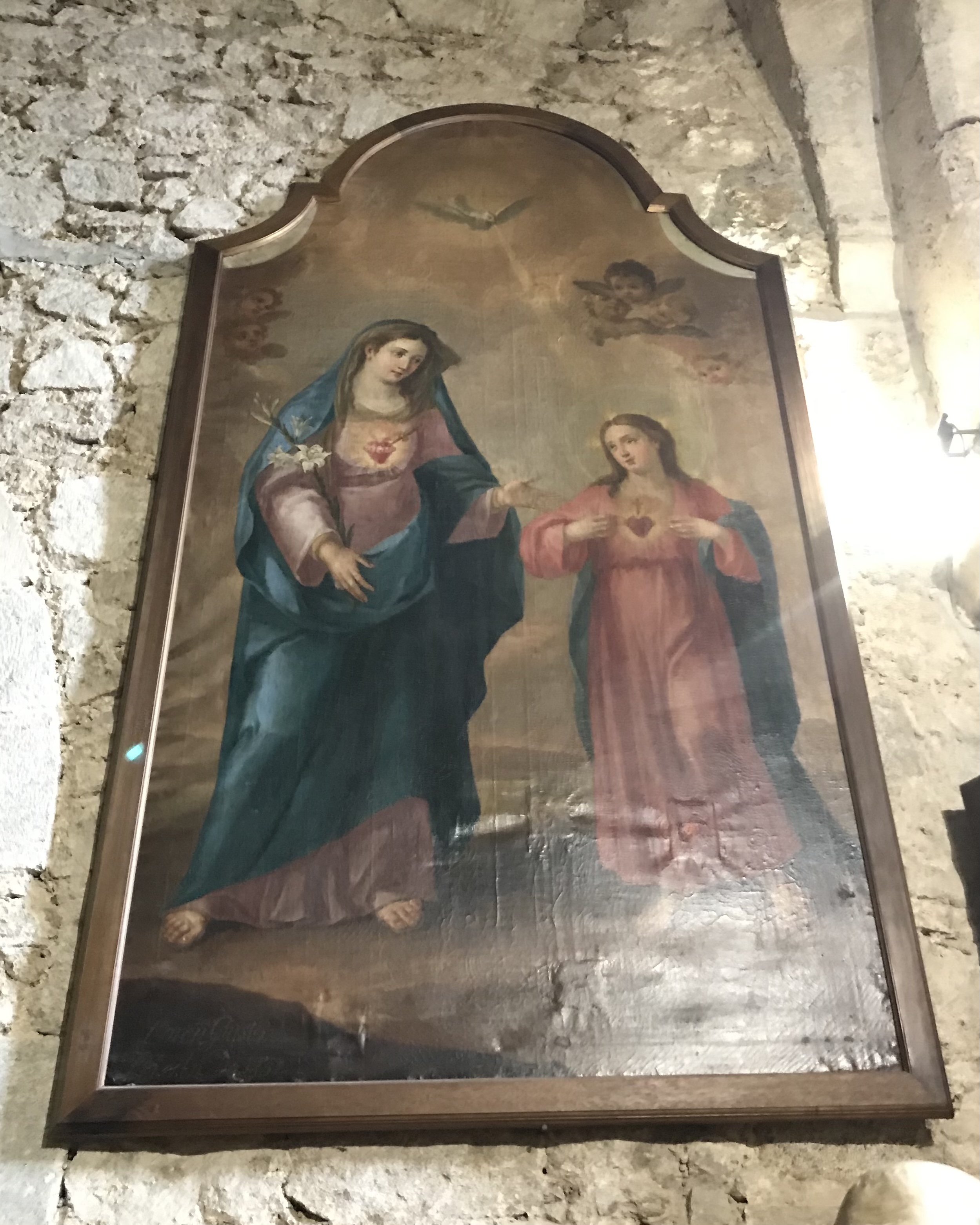
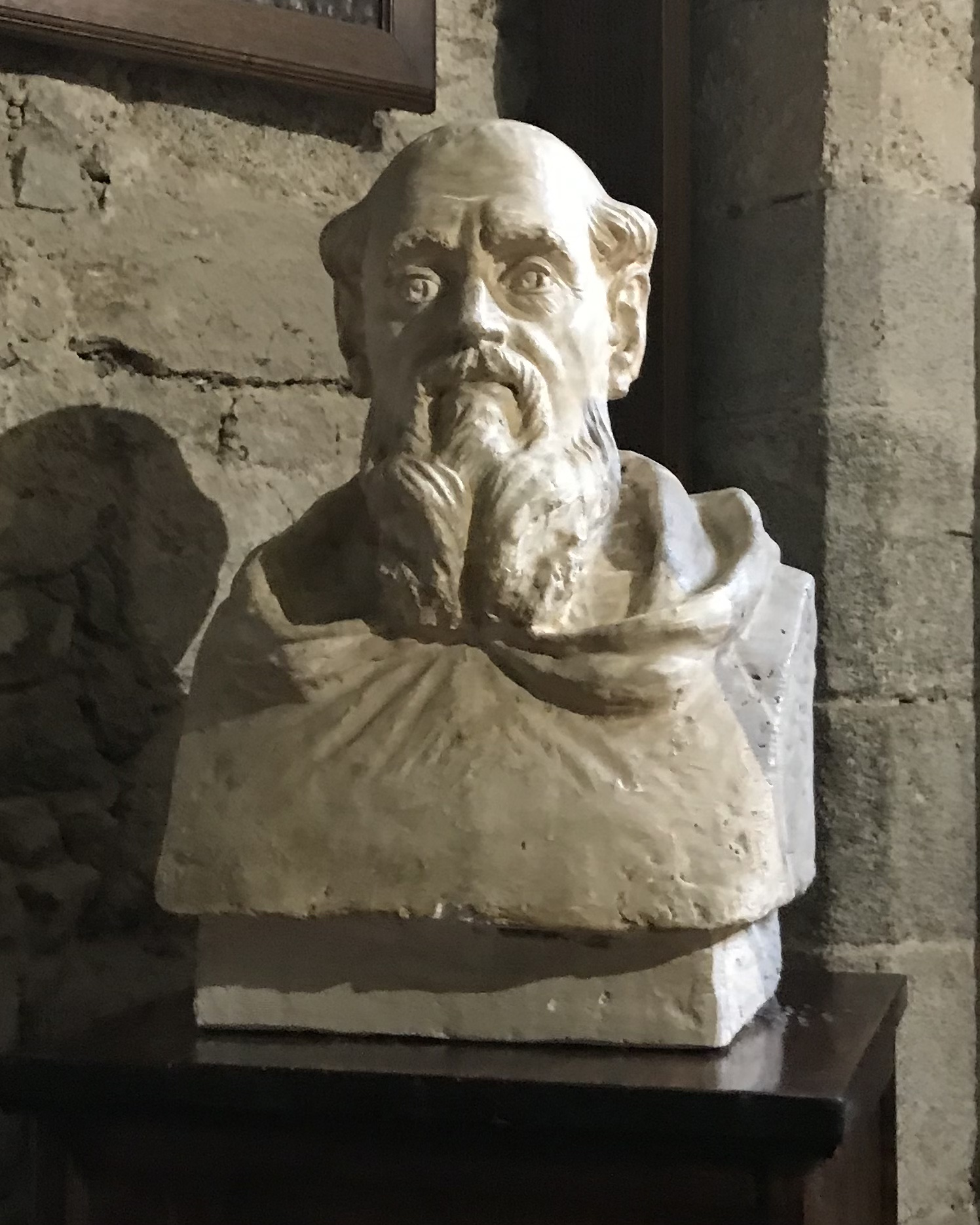
Opere nella cappella di destra

Dalla pianta a croce, si possono notare una grande navata centrale e due navatelle laterali, ottenendo in questo modo, tre luoghi separati. Le navate laterali si collegano alla navata laterale da ingressi posti nei pressi dell'altare.

#### Cripta

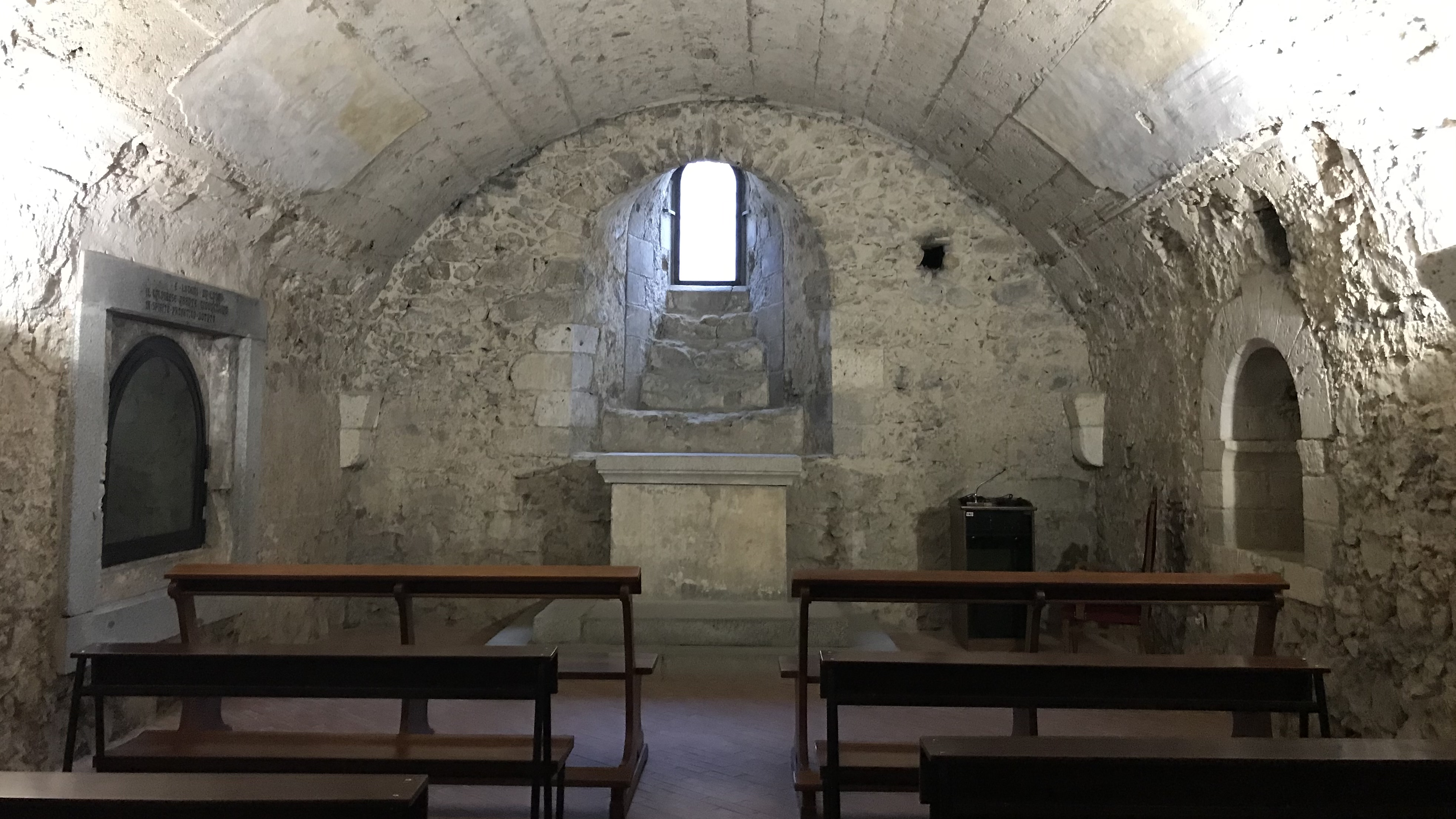
La cripta

Dalla cappella di sinistra è possibile accedere alla cripta.

### Le navate

#### La navata centrale
La navata centrale dà subito l'impressione dell'imponenza dell'abbazia. Dalla soglia del portale si scendono alcuni gradini rilevando che la soglia del pavimento si trova sotto il piano esterno di 90 cm. Il pavimento, restaurato negli anni 1980 non era come lo si trova allo stato attuale. Molto probabilmente era vario, con soglie differenti che delimitavano differenti ambienti nella stessa navate. Le pareti alte e verticali, rendono immediatamente l'ampiezza e la profondità dell'edificio. Le pareti, ritornate allo stato attuale dopo il grandioso restauro degli anni ottanta, si presentano spoglie, quasi stanche, rimaneggiate in molte parti a causa del continuo rinnovamento e cambiamento di stili che l'abbazia ha avuto nei secoli.

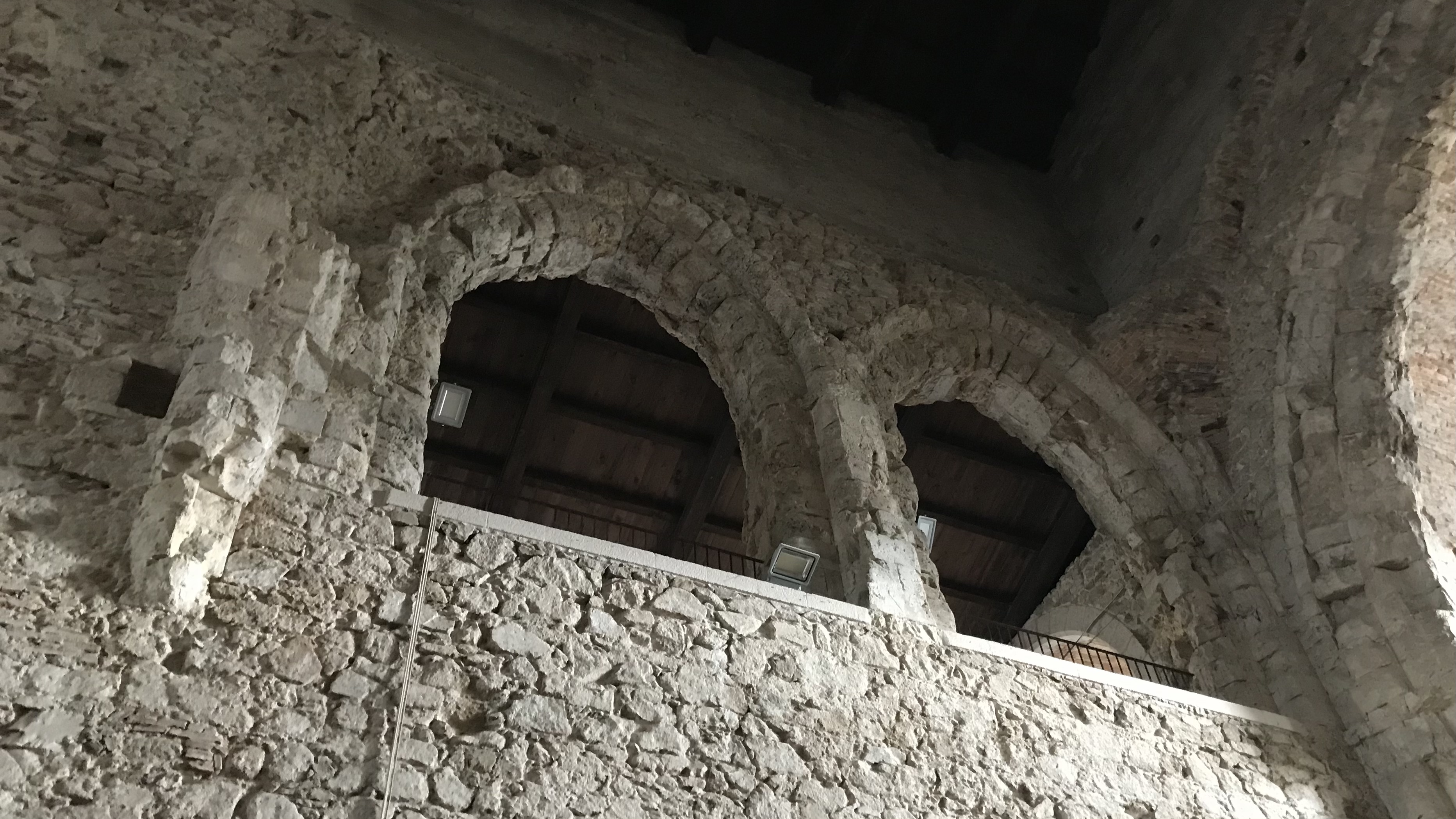
I cori notturni (lato sinistro)
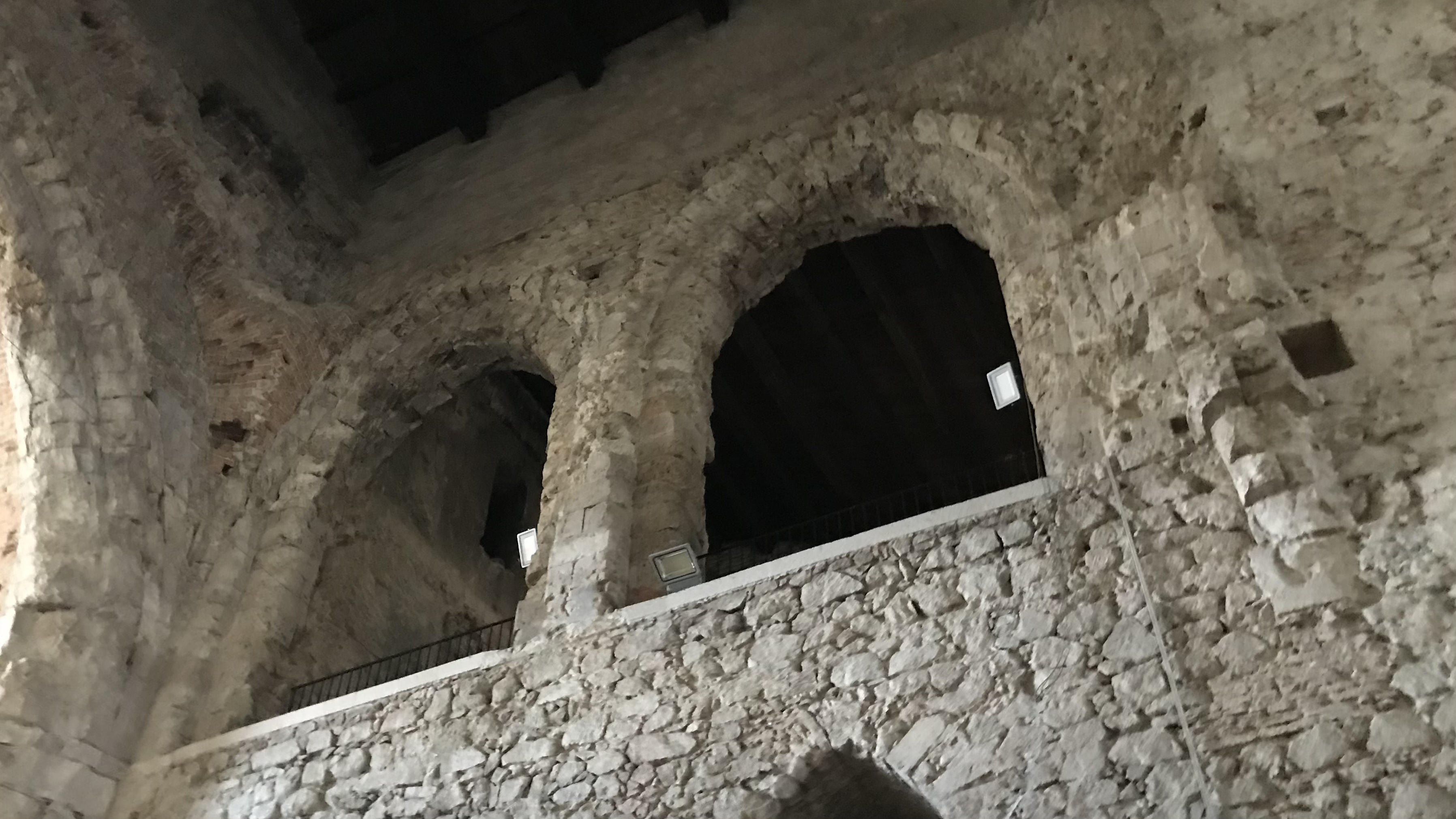
I cori notturni (lato destro)
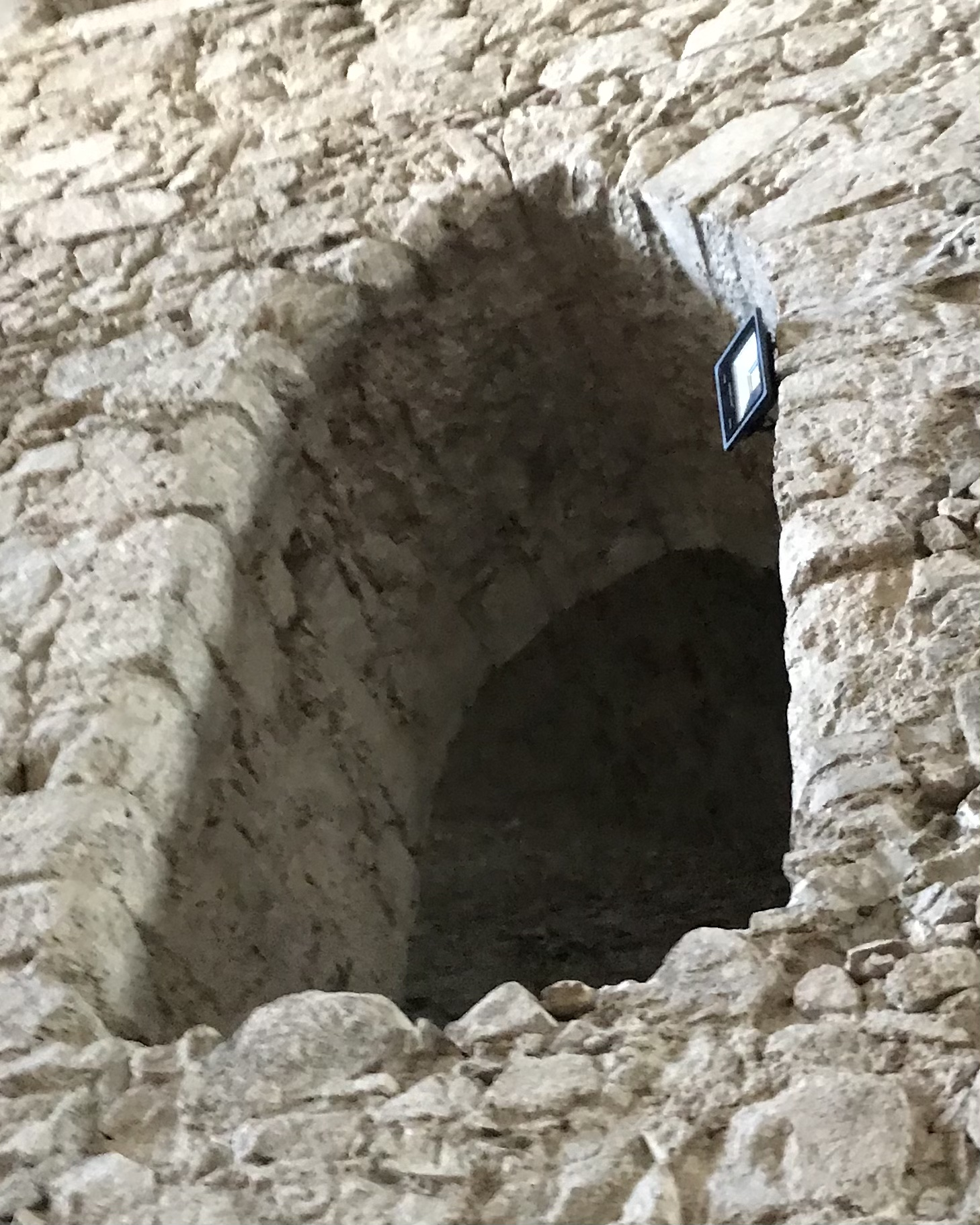
Una monofora

In alto sono presenti quattro monofore per lato. Queste sono state riaperte dopo che vennero chiuse e sostituite dalle finestre barocche più grandi, a forma di rettangolo con gli angoli smussati. Le finestre barocche vennero chiuse nell'ultimo restauro perché non conformi con l'aspetto originario dell'edificio. Ai lati delle pareti vi sono quattro porte. Tre di queste sono murate e un tempo collegavano la navata centrale a locali non più esistenti o per lo meno completamente diversi da come si presenta oggi il complesso badiale. Solo una porta è ancora oggi “attiva”, la prima porta a sinistra dopo l'ingresso, che collega la navata centrale alla navatella laterale. In fondo alla navata centrale si staglia l'altare in stile barocco, e ben è visibile l'abside in fondo, con le caratteristiche finestre circolari.

Sopra l'altare in prossimità dell'abside è possibile scorgere dalla navata centrale i matronei (o cori notturni).

### La navatella laterale

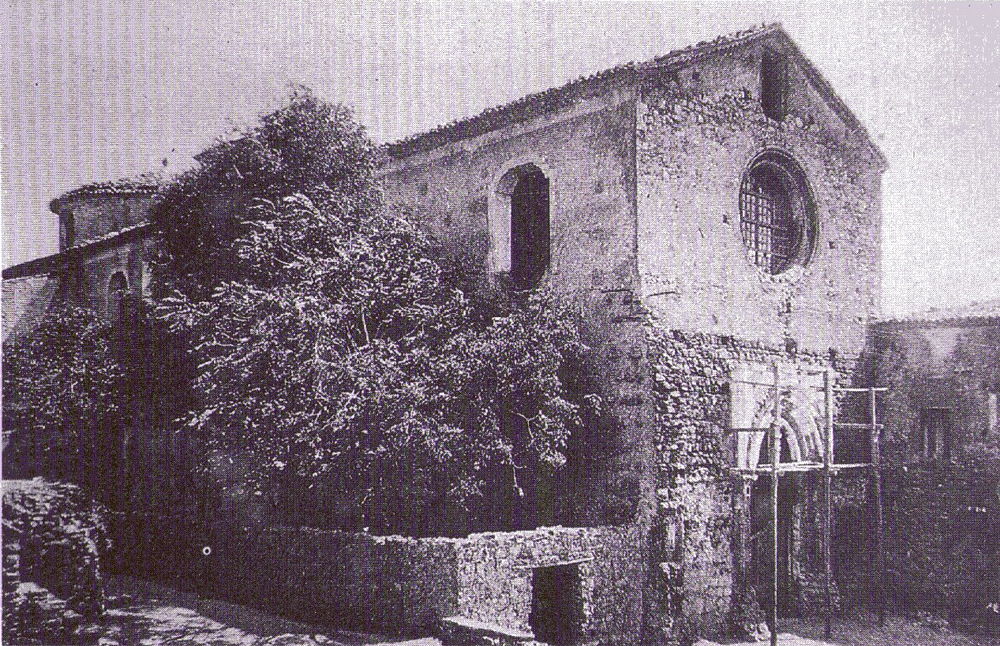
Foto di inizio secolo scorso, nella quale si può scorgere la navatella diroccata

La navatella laterale, dalla quale si può accedere sia da una porta laterale che si affaccia sulla piazzetta antistante il portale dell'abbazia, sia da una porticina che la collega alla navata centrale, è stata rimaneggiata e modificata più volte nel corso dei secoli. In alcune foto dell'epoca appare diroccata con alberi e piante nel proprio interno, segno di una profonda incuria. Dopo l'ultimo restauro, è stata riaperta al pubblico e oggi ospita la mostra permanente delle tavole del "Liber Figurarum", le opere artistiche di Gioacchino da Fiore, che racchiudono il pensiero e l'immaginario gioachimita.

### L'altare

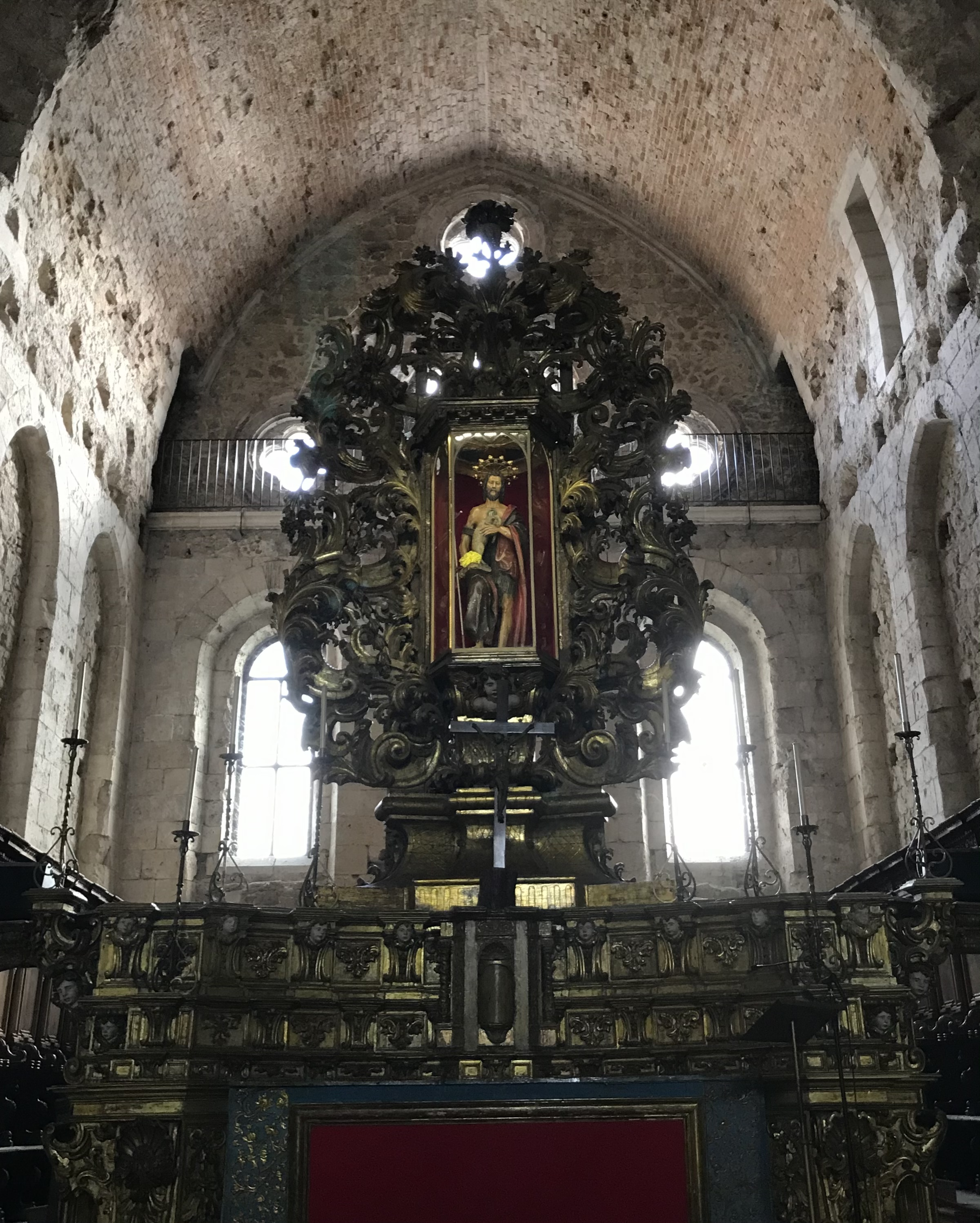
Statua di San Giovanni Battista
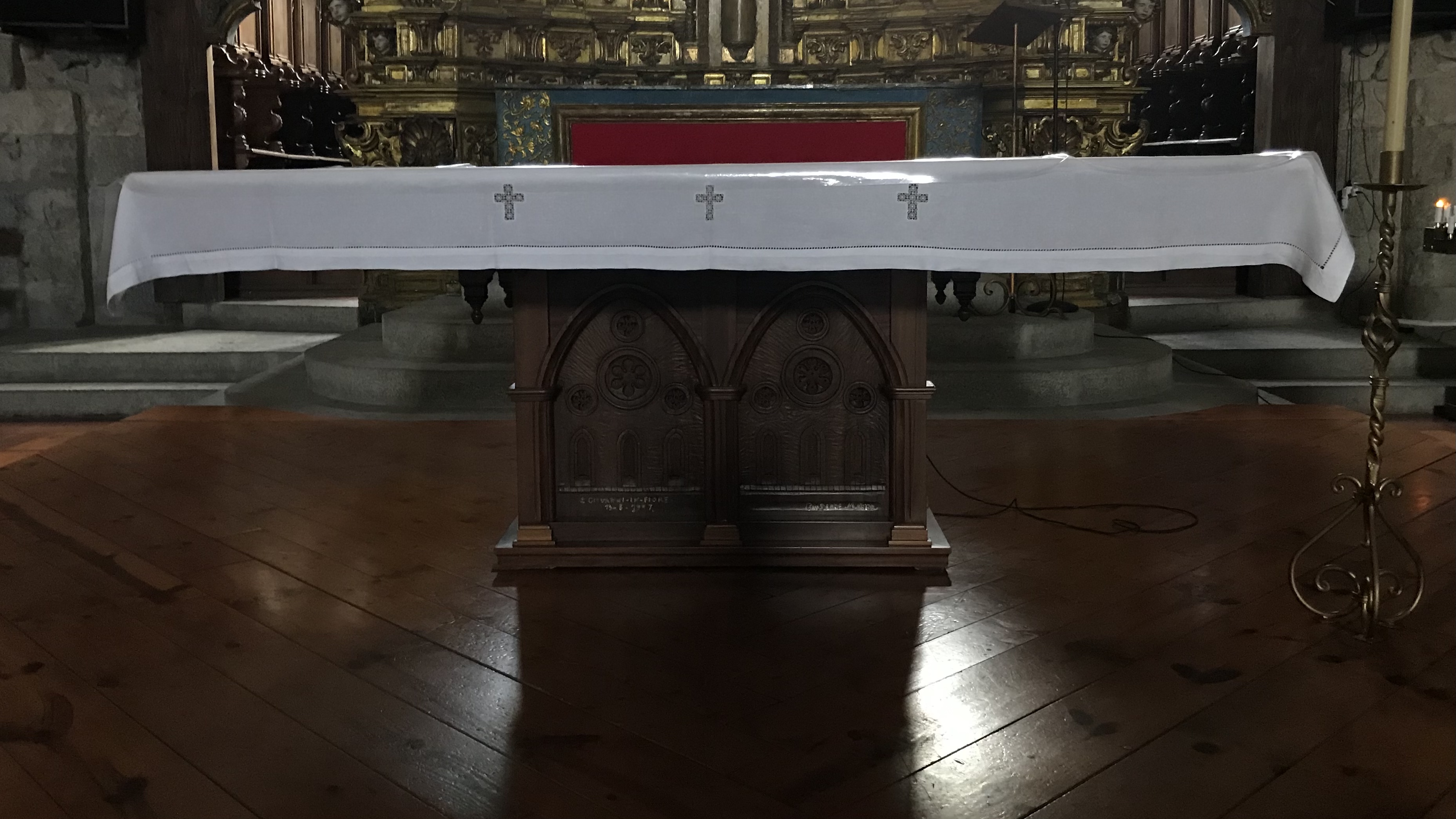
L'altare
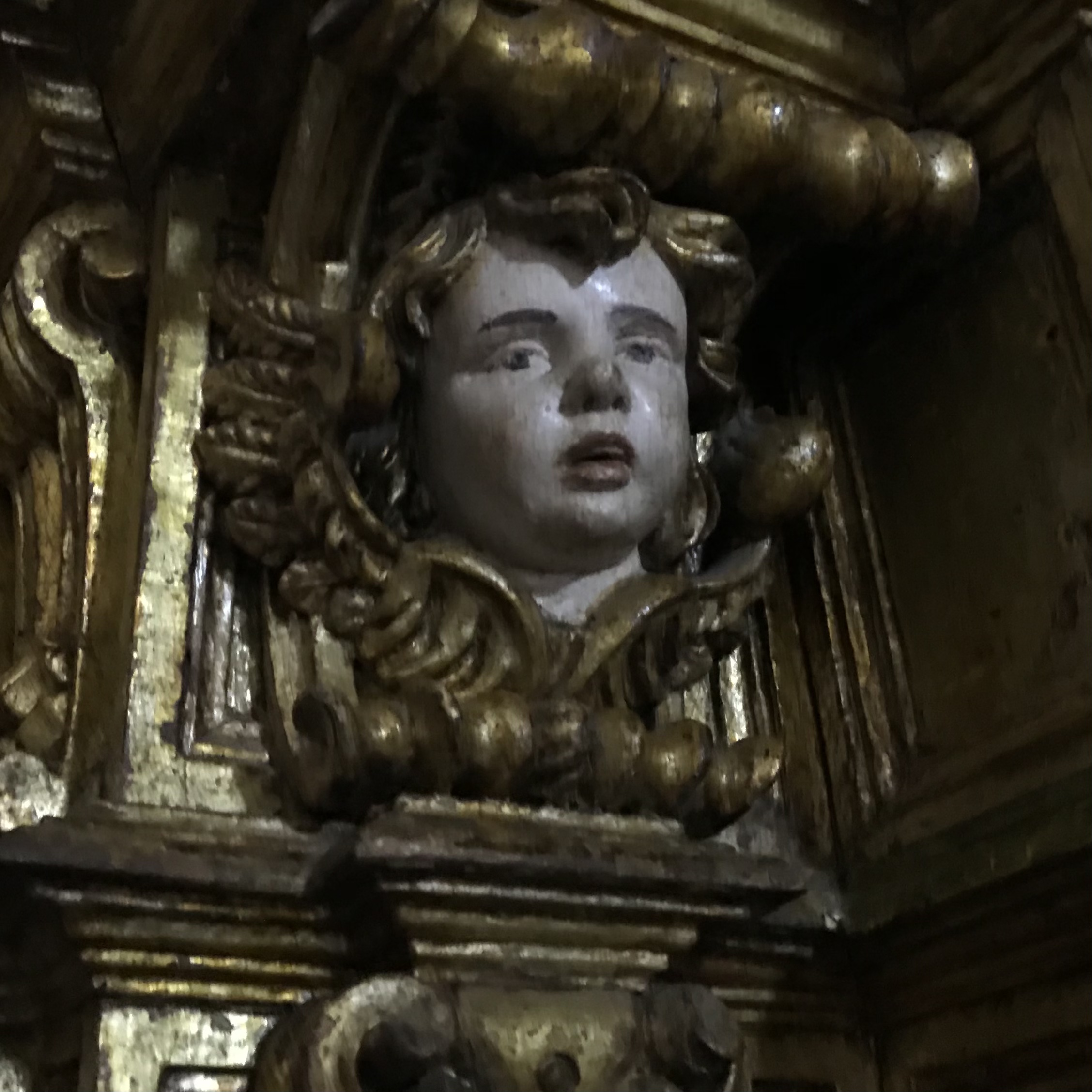
Dettaglio dell'altare - un putto

L'altare in stile barocco è un'opera del maestro di arte lignea Giovanbattista Altomare, originario di Rogliano. Realizzato nel periodo del barocchi mento dell'abbazia, l'altare è datato 1740, data incisa dal maestro sull'opera realizzata. L'altare, che poggia su una base rialzata, presenta elementi riccamente decorati, intagli preziosi nel legno che sono stati poi dorati dal maestro. Gli elementi utilizzati con più frequenza sono la foglia dorata e teste di putti. È un vivido esempio di arte barocca che partendo dal basso, con la mensa eucaristica posta sui gradini, presenta una base a forma di parallelepipedo imponente con al centro il tabernacolo, mentre salendo fino in cima, lo stile rigoglioso delle foglie, racchiude la nicchia contenente la statua del patrono della città, ossia san Giovanni Battista.

### Il coro ligneo

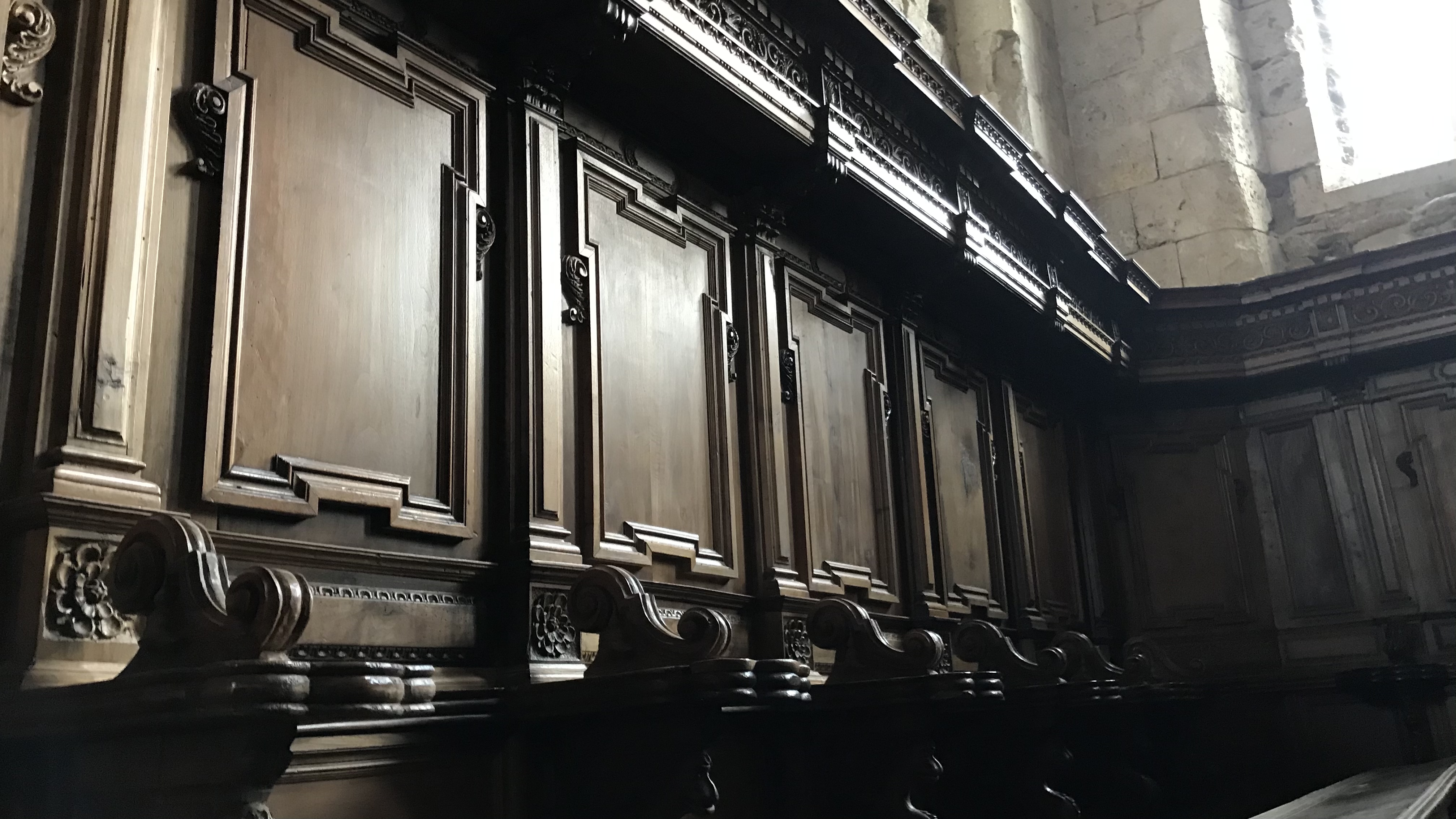
Il coro ligneo

Dietro l'altare sta il coro ligneo, opera di autore sconosciuto. Il coro è intagliato in legno di noce, finemente lavorato. Era utilizzato un tempo dai religiosi che risiedevano nel monastero e che in questa parte dell'edificio si dedicavano ai canti liturgici.

## Sala esposizioni delle tavole del Liber Figurarum
Posta presso la navatella laterale dell'Abbazia Florense, il cui accesso è sito di fianco il portale dell'abbazia, quest'esposizione permanente raccoglie le litografie delle Tavole del Liber Figurarum, opera figurativa di Gioacchino da Fiore, considerata «la più bella ed importante raccolta di teologia figurale e simbolica del Medio Evo». Le tavole figurative, oggetto ancora oggi di studi da parte di enti, fondazioni e università, e che per il loro simbolismo sono considerate gioielli d'arte di inestimabile valore, queste riproducono, attraverso l'arte del disegno, tutto il pensiero gioachimita, pensiero studiato in tutto il mondo. La sala esposizioni, è gestita dal Centro Studi Gioachimiti.

### Alcune delle tavole in esposizione

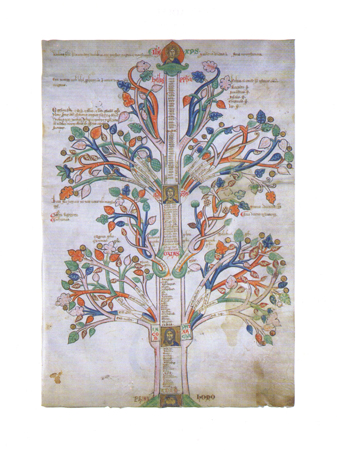
L'albero dell'umanità
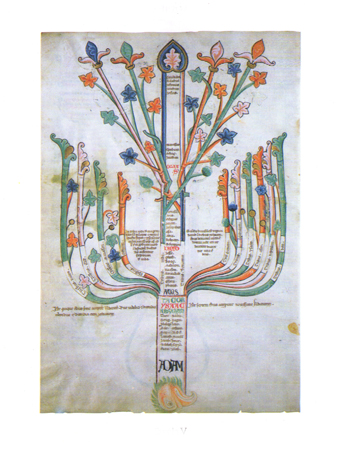
Aquila a
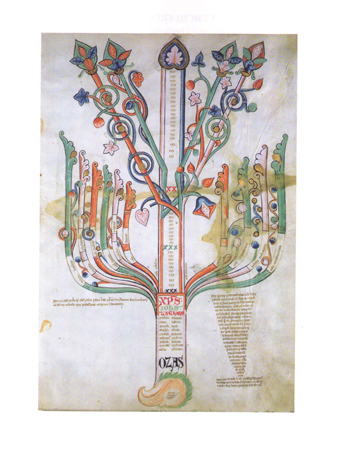
Aquila b
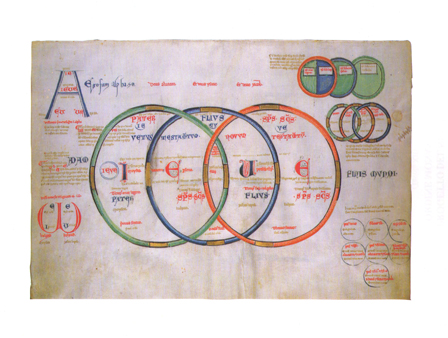
Cerchi trinitari
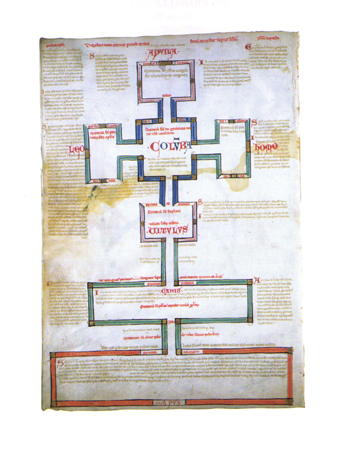
Progetto del nuovo ordine monastico
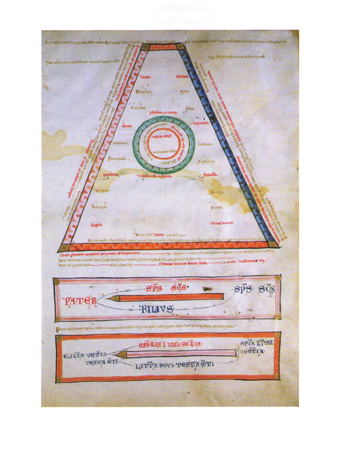
Il salterio dalle dieci corde
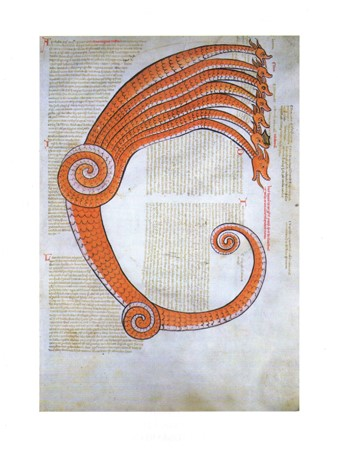
Drago grande e rosso (draco magnus)
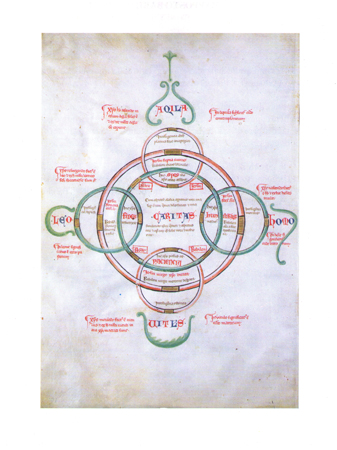
Il Cocchio divino di Ezechiele: la ruota bella ruota
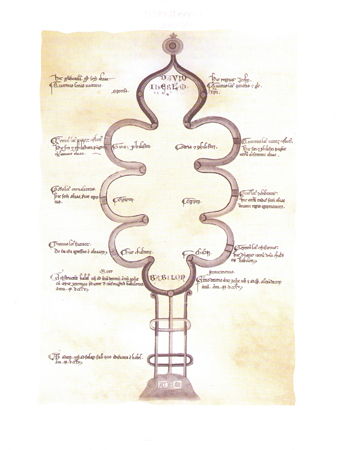
Il contrapposto Babilon - Roma
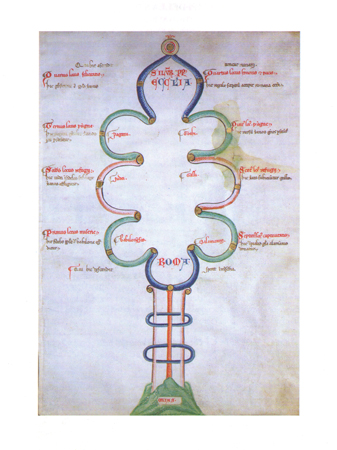
Il contrasto tra Chiesa romana e Babilonia
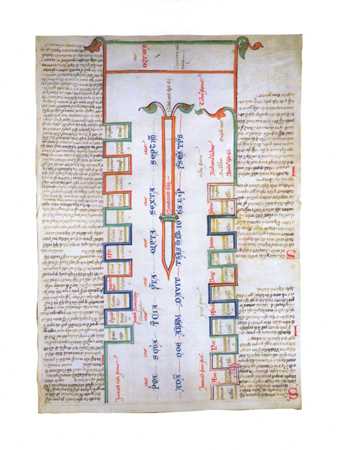
I tempi della storia
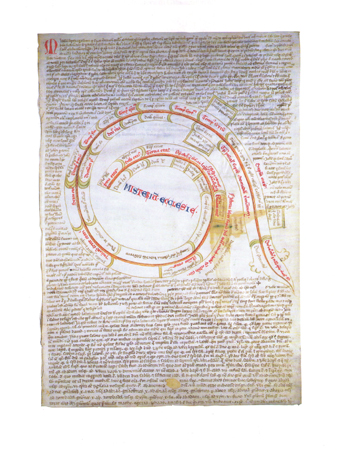
Mistero della chiesa